# 西田あい
西田 あい（にしだ あい、1988年7月14日 - ）は、日本の女性歌手。現在はフリーとして活動する。歌手のほかイラストレーターや立体キャンバスアート作品、アクセサリーの制作など活動の範囲を拡げている。

## 略歴
鹿児島県姶良郡蒲生町（現姶良市）出身、蒲生町立蒲生小学校出身。小学生の頃から人前で何かをするのが好きで、当時、人気のあったモーニング娘。に漠然と憧れる日々を送る。しかし特に歌やダンスのレッスンを受けるようなこともなかった。その後、英会話を習っていたということもあり、客室乗務員になるための勉強を重ねていくが、語学留学中に日本語で歌（宇多田ヒカルの『First Love』、中島美嘉の「雪の華」）を披露したことがきっかけとなり、次第に子どもの頃から憧れていた芸能界への想いを強くする。そして、留学修了を待たずして帰国し、鹿児島城西高等学校3年に編入すると共に、その年である2006年に平尾昌晃ミュージックスクール鹿児島校に入門し、ボイストレーニングを始めるとともに歌手になることへの意思を固める。
歌のレッスンは本人の音楽志向でポップス中心に受けていたが、声質や持っている雰囲気から「君の声は歌謡曲向きだ」と平尾昌晃らに言われ、歌謡曲を勉強し始める。そして、初めて山口百恵の『プレイバックPart2』を聴き、歌謡曲は演歌を中心とした「和」というイメージしか頭になかったものが、必ずしもそうではないということを知り衝撃を受ける。それから数々の昭和歌謡を勉強して、自ら歌謡曲をやりたいと思うほど、その世界に魅了されていった。
ミュージックスクールでのレッスンに励む中、高校を卒業した。その後、専門学校でも学んでいたが、在学中の2008年8月に開催された平尾昌晃ミュージックスクール・サマーオーディションでレコード会社のディレクターの目にとまり、その年の12月にスカウトされる。それを機に2009年春に上京し、約1年余りに及ぶボイストレーニングと、様々なジャンルの歌や曲の勉強を重ねる。
2010年7月7日、平尾昌晃プロデュースのもと日本クラウンよりシングル「ゆれて遠花火」 でデビューした。豊かな表情と女性らしい仕草が持ち味であり、今やインターネット上でも笑顔が魅力的な美人歌謡曲歌手として話題となっている。また、コンサートなどではユーモアたっぷりの巧みな話術で観客を魅了し、20代の頃からすでに舞台こなしは堂に入っているとの評価が高い。
同じように平尾昌晃からプロデュースを受けた三味線姉妹ユニットの「葵と楓」とは、デビュー当時からステージを共にしたり、レコーディング時にバックコーラスに迎えたりと姉妹のように仲がいい。
2018年3月にYouTube公式チャンネル「ニシアイチャンネル」を開設し、YouTuberとして活動を開始した。2022年3月の事務所退所により同チャンネルでの活動は終了した。詳細は #ニシアイチャンネル を参照。
2022年3月の所属事務所退所以降はフリーとして活動し、歌手として各種イベントの出演や自身のパーソナリティを生かしてイラスト・絵画制作などへも活動の場を拡げている。
2023年5月25日より6日間に渡り、自身が制作した絵画による個展「アイのイロ展」を東京・代官山にあるギャラリー「UPSTAIRS GALLERY」で開催した。アート作品の個展としては自身初となる。
2023年7月27日、かねてより交際を続けていた歌手の中澤卓也と、前日の7月26日に結婚したことをSNSで報告した。

## 人物
- 2歳年上の姉と弟との3人兄弟の中で育てられる[20]。3歳から英会話を習い、鹿児島純心女子中学校3年生の15歳から約2年間、ニュージーランドへ語学留学を経験した [21]。帰国後は鹿児島城西高等学校（芸術文化コース）に編入し卒業した[22]、その後は鹿児島レディスカレッジ（キャリア養成学科）で学ぶ[23]。留学の経験もあることから英語が堪能で、実用英語技能検定2級を取得している。語学留学中には、将来は語学を生かして海外青年協力隊になって世界の貧しい子どもたちを救いたいと考えていたという[24]。また、留学中に知り合った友人が韓国人であったことから、韓国語についても堪能である[25]。
- 身長は150cmと小柄ながらも容姿に恵まれ、デビュー当初は週刊誌等のグラビアで水着姿を披露したこともあり若い男性層を中心に反響を呼ぶ[26]。当時のスリーサイズは89（Iカップ） - 56 - 80 cm[27] で、靴のサイズは22cm。血液型はA型である[28]。
- 九州・鹿児島で育ったこともあり、寒さは苦手としている[29]。
- 鹿児島弁と標準語を使い分けるが、意識して標準語を話していても時折り鹿児島訛りがデビュー10年を経た現在でも表れる。上京した頃は標準語を話す努力をしていたが、馴染めず悩んでいたときに関係者から「大事なふるさとの言葉なんだし、ありのままでいいんじゃない。上京したからって訛りを直す必要なんてないよ」という言葉に後押しされ、それからは方言に対するコンプレックスを自身の特徴の一つとして考えられるようになった[1]。デビュー当時は「西田あいの鹿児島弁講座」と称して、鹿児島弁と標準語、英語の翻訳説明動画をYouTubeにアップロードし、幾度かブログで紹介している[30][31][32][33]。また、2017年4月に行われた地元鹿児島でのBSテレビ番組『德光和夫の名曲にっぽん』公開収録の場において、テレサ・テンの楽曲『時の流れに身をまかせ』の歌詞を自身が鹿児島弁に翻訳し、歌手・城南海と共に歌った。これをきっかけに、後に同曲を作詞した作詞家・荒木とよひさの快諾を受け、自身2枚目のカバーアルバム『アイランド・ソングス～私の好きな愛の唄～』に鹿児島弁バージョンとして正式に収録することに至った[34]。以降、YouTubeやTikTokでも鹿児島弁に翻訳したカバー曲の歌唱動画を掲載するなど、鹿児島弁を自身の特性の一つとしている。
- 「西田あい」という芸名は、通っていた平尾昌晃ミュージックスクール鹿児島校の所在地やビルの名前が西田であったこと、またプロデュースした平尾昌晃の敬愛する一人が西田佐知子であることなどに由来しており、平尾が命名している。「あい」は本名の「愛」をひらがなにしたものである（平尾が1961年に出場した『第12回NHK紅白歌合戦』での対戦相手が初出場の西田佐知子である）。デビュー前には出身地である姶良市に因んだ「亜衣良（あいら）の芸名を与えられており、平尾に連れられるまま東京ドームで読売ジャイアンツナインに挨拶周りをしたこともあった[35]。
- 好きな食べ物は餃子、タコライス[36]、お好み焼き、肉うどん、肉そば、カレーうどん [37]、しめ鯖（炙りしめ鯖）[38]、ポテト、アイスクリーム、焼酎など。酒については自ら「焼酎の伝道師」と称するほど焼酎が好きで、焼酎アドバイザーの資格も取得している[39]。本格芋焼酎を好み、銘柄は屋久島産の「三岳」を愛飲する。また、本格焼酎・泡盛を話題とした文化放送の番組『西田あいのおしゃべり♥あいランド』のMCとして2013年より2020年までの7年間担当し、焼酎についての基礎知識や飲み方などを紹介していた[40]。
- 趣味は映画鑑賞[41]、読書、大人の塗り絵、イラストやデザイン画を描くこと[42]、サッカー観戦、ネイルアート、写真撮影（一眼レフカメラを所持しており、休日に出かけるときや地方での仕事などのときには持参している）、芸術的散歩[43]（日ごろからカメラを持参して撮影に出かけたり、アートに触れる場所やものづくりなどリクリエィティブな場所に行くことを称している）[44]。また、2020年頃から自身のファッションコーディネート画像に手書きの文字やイラストを追加したニシアイアートと名付けた画像を作成しており、自身のインスタグラムに掲載している[45]。
- 2020年春頃よりギターを始める。約9年前に購入し、それ以降部屋のオブジェと化していたアコースティックギターの練習を開始した。自身のYouTubeチャンネル「ニシアイチャンネル」で行うライブ生配信「日9ライブ」の中で、毎週1曲ギターによる弾き語りを披露する。（「日9ライブ」の詳細は「ライブ」の章に記載）　愛用のギターは Martin の Little Martin Series エレクトリックアコースティックギターLXME[46][47][48][49][50]。2020年10月10日からの自身のYoutubeチャンネルでの企画『あなたに寄り添うあいの歌  10aisongs』では、K.Yairiのアコースティックギター(モデル:YF-018B)を使用する。以降、主に屋外でのギター演奏、およびコンサートなど公の場では後者を多用している[51]。2021年2月27日に行われたインターネット生配信ライブで、10枚目シングルCDのc/w『幸せ日記 弾き語りver.』をギター弾き語りで歌った。公式のコンサートで弾き語りを披露したのはこれが最初となる[52]。
- ファッションや美容に関心があり、ブログテーマも関連のものが多い。デビュー当時は私服やネイルを紹介することが多く、帽子やメガネは本人のファッションアイテムである。また、スワロフスキーなどでステージ衣装に装飾をしたりもする。デコレーションはネイルや携帯電話にとどまらず、ストラップ（プティ）や靴にまですることがある。手先が器用なようで、本人もこのような細かい手作業が好きだと言っている[53]。
- 2012年の10月から2か月に1度、千葉県千葉市にある介護付有料老人ホーム「ハートピア故郷苑」を訪問し、歌を披露している[54][55][56][57][58][59][60][61]。2017年10月17日の訪問で7年目となり[62]、新型コロナ禍になる前の2020年2月14日の訪問まで9年間継続して訪問している[63]。新型コロナ禍の発生以降は全国の老人ホームやデイサービスの施設とインターネットでつなぎ生配信を行うスタジオライブ「スマイルコンサート」に参加しており、第1回は八代亜紀、第2回は川中美幸と共に配信を行った[64][65]。
- 座右の銘は「成るようにする」で、将来の夢は「サッカー日本代表の国際試合で国歌独唱すること」と、「昭和の名曲・歌謡曲を次世代に歌い継ぐこと」である。
- 美腸プランナー2級の資格を取得（資格認定日は2020年5月6日）した。自身の食生活や生活習慣を見直し心身の健康のための知識を得ることを目的として、コロナ禍の緊急事態宣言発令による stay home の時間を利用しての資格取得となった[66]。

## 観光大使・ふるさと大使
- 鹿児島県姶良市『ふるさと大使』[67]（2010年9月25日 - ）
- 千葉県銚子市『観光大使』（2011年7月29日 - ）
- 千葉県東庄町『観光大使』・「 東庄町アイベリーいちご大使 」[68]（2015年2月4日 - ）
- 宮城県石巻市鮎川浜　牡鹿鯨まつり実行委員会　『鯨大使』（2017年8月6日 - ）
- 鹿児島県「薩摩大使」[69]（2018年7月13日 - ）
- BOAT RACE常滑（ボートレースとこなめ）応援サポーター[70]（2015年9月19日 - 2016年3月31日）
- 鹿児島県「垂水市観光PR大使」（2020年1月27日 - ）[71]

## 受賞歴
- 2011年2月4日 - 平成22年度 日本クラウン ヒット賞 新人賞[72]
- 2015年1月15日 - 日本歌手協会 平成26年度 最優秀新人賞
- 2018年2月9日 - 平成29年度 日本クラウン ヒット賞 敢闘賞「最後の頁」[73]
- 2019年2月15日 - 2018年度 日本クラウン ヒット賞 敢闘賞 受賞  「愛が足りなくて」[74][75]
- 2021年6月1日 - 2021年度 日本作曲家協会音楽祭・奨励賞 受賞[76][77][78][79]

## ディスコグラフィ

### シングル[34]
| #  | 発売日          | 曲順 | タイトル                       | 作詞                | 作曲     | 編曲            | 最高順位 | 規格品番            |
| -- | --------------- | ---- | ------------------------------ | ------------------- | -------- | --------------- | -------- | ------------------- |
| 1  | 2010年 7月7日   | 01   | ゆれて遠花火                   | 石原信一            | 平尾昌晃 | 前田俊明        | 69位     | CRCN-1482           |
| 1  | 2010年 7月7日   | 02   | 横浜ハーバーライト             | 田久保真見          | 平尾昌晃 | 前田俊明        | 69位     | CRCN-1482           |
| 2  | 2011年 5月11日  | 01   | ときめきカフェテラス           | 喜多條忠            | 平尾昌晃 | 矢野立美        | 117位    | CRCN-1536           |
| 2  | 2011年 5月11日  | 02   | 愛は まにあいますか            | 石原信一            | 平尾昌晃 | 矢野立美        | 117位    | CRCN-1536           |
| 3  | 2012年 2月8日   | 01   | 恋                             | 平尾昌晃            | 平尾昌晃 | 矢野立美        | 143位    | CRCN-1536           |
| 3  | 2012年 2月8日   | 02   | 歌は恋人                       | 伊藤薫              | 平尾昌晃 | 矢野立美        | 143位    | CRCN-1536           |
| 4  | 2013年 12月4日  | 01   | 月見草                         | 田久保真見          | 平尾昌晃 | 前田俊明        | 94位     | CRCN-1751           |
| 4  | 2013年 12月4日  | 02   | 砂の花                         | 田久保真見          | 平尾昌晃 | 前田俊明        | 94位     | CRCN-1751           |
| 5  | 2014年 11月5日  | 01   | 雨おんな                       | 田久保真見          | 平尾昌晃 | 前田俊明        | 41位     | CRCN-1829           |
| 5  | 2014年 11月5日  | 02   | 都会のおとぎ話                 | 田久保真見          | 田尾将実 | 石倉重信        | 41位     | CRCN-1829           |
| 6  | 2015年 9月30日  | 01   | 涙割り                         | 田久保真見          | 平尾昌晃 | 伊戸のりお      | 36位     | CRCN-1903           |
| 6  | 2015年 9月30日  | 02   | ひとりにさせないで             | 平尾昌晃 渡辺なつみ | 平尾昌晃 | 伊戸のりお      | 36位     | CRCN-1903           |
| 7  | 2016年 10月19日 | 01   | 最後の頁                       | 宮田純花            | 宮田純花 | 比嘉香 石倉重信 | 36位     | CRCN-1995           |
| 7  | 2016年 10月19日 | 02   | ショーウィンドーの雨           | 北爪葵              | 四元健一 | 中山聡          | 36位     | CRCN-1995           |
| 7  | 2017年 6月28日  | 02   | 晩秋                           | 宮田純花            | 宮田純花 | 中山聡          | 36位     | CRCN-8070 (特別盤)  |
| 7  | 2017年 6月28日  | 03   | 春の落とし物                   | 北爪葵              | 比嘉香   | 中山聡          | 36位     | CRCN-8070 (特別盤)  |
| 7  | 2017年 6月28日  | 04   | 薩摩めぐり                     | 四元健一            | 四元健一 | 中山聡          | 36位     | CRCN-8070 (特別盤)  |
| 8  | 2018年 8月8日   | 01   | 愛が足りなくて                 | 岡田冨美子          | 林哲司   | 林哲司          | 30位     | CRCN-8172           |
| 8  | 2018年 8月8日   | 02   | 翔べない踊り子                 | 岡田冨美子          | 林哲司   | 林哲司          | 30位     | CRCN-8172           |
| 9  | 2020年 3月4日   | 01   | My Story                       | 松井五郎            | 林哲司   | 萩田光雄        | 1位      | CRCN-8318 (Aタイプ) |
| 9  | 2020年 3月4日   | 02   | 帰郷〜いまでもクスノキの下で〜 | 松井五郎            | 林哲司   | 萩田光雄        | 1位      | CRCN-8318 (Aタイプ) |
| 9  | 2020年 3月4日   | 02   | 雨のしずくと青い空             | 松井五郎            | 林哲司   | 林哲司          | 1位      | CRCN-8319 (Bタイプ) |
| 10 | 2021年 3月3日   | 01   | 幸せ日記                       | SoulJa 西田あい     | SoulJa   | YANAGIMAN       | 4位      | CRCN-8390           |
| 10 | 2021年 3月3日   | 02   | Home                           | SoulJa              | SoulJa   | YANAGIMAN       | 4位      | CRCN-8390           |
| 10 | 2021年 3月3日   | 03   | 幸せ日記 [弾き語りver.]        | SoulJa 西田あい     | SoulJa   | 渡辺裕太        | 4位      | CRCN-8390           |
| 11 | 2021年 8月4日   | 01   | Smile－幸せのタネ－            | SoulJa              | SoulJa   | YANAGIMAN       | 10位     | CRCN-8416           |
| 11 | 2021年 8月4日   | 02   | かくれんぼ                     | SoulJa              | SoulJa   | YANAGIMAN       | 10位     | CRCN-8416           |
| 11 | 2021年 8月4日   | 03   | Smile－幸せのタネ－ [合唱ver.] | SoulJa              | SoulJa   | YANAGIMAN       | 10位     | CRCN-8416           |

補足
- 1stシングル「ゆれて遠花火」はJALの機内放送『にっぽんのうた』というチャンネルで流された（国内便2010年9月、国際便9、10月）。
- 3rdシングル。「恋」は布施明が1967年（昭和42年）3月1日に8枚目のシングルとして発表した平尾昌晃作曲の作品で、今回、西田あいが約45年ぶりにカバーした。
カップリング曲である「歌は恋人」は第一興商のCMソングとして使用（九州ローカルTV CM　2011年度タイアップ楽曲「DAM 歌おうよ2011」）[83] され、九州各県のTV で流された[84]。その後、全国各地で流されるようにもなった。なお、コーラスには平尾昌晃ミュージックスクール（関東地区）の生徒を中心に平尾昌晃（作曲者）・伊藤薫（作詞者）らも参加している。
- 5thシングル「雨おんな」のカップリング曲「都会のおとぎ話」は、同じレコード会社所属のムード歌謡コーラスグループ『純烈』とのデュエット・ナンバー[85] である。
- 6thシングル「涙割り」のカップリング曲「ひとりにさせないで」では、サビのところで「葵と楓」の二人がコーラスで参加するとともに、バックに入っているクラップ音を平尾昌晃と一緒に鳴らしている。
- 7thシングル「最後の頁」は、2015年12月2日、デビュー5周年記念として発売されたカバーアルバム「あいの唄～Love Songs～」にボーナストラックとして収録された曲をシングルカットしたものである。
- 「最後の頁（特別盤）」は7thシングル「最後の頁」のリパッケージ版 である。
- 9thシングルは、「My Story」を共通に、それぞれc/w曲の異なるAタイプとBタイプとして、別ジャケット写真で2種類のシングルCDが同時発売された。 「My Story」として3月16日付けオリコンシングルランキング 週間 演歌・歌謡部門 第一位を獲得[80]。自身オリジナル曲として初の一位となった。オリコンデイリーシングルランキング総合26位、演歌・歌謡曲ランキング1位[86]。
- 10thシングルのカップリング曲「幸せ日記［弾き語りver.］」の編曲およびギター演奏はギタリスト渡辺裕太が担当（CDジャケットの楽曲クレジットより）。コンサート等では西田自身が弾き語りを行う。3月2日付オリコンデイリーシングルランキング総合26位（演歌・歌謡曲部門2位）を獲得[87]。 3月15日付オリコンシングルランキング総合48位（演歌・歌謡曲部門4位）[81][88]
- 11thシングル「Smile-幸せのタネ-」8月16日付オリコンシングルランキング演歌・歌謡曲部門10位[82]

### 映像作品[34]
| No. | 発売日       | タイトル                                | 規格品番 | 販売形態 | 収録曲                                                            | 備 考 | オリコン |
| --- | ------------ | --------------------------------------- | -------- | -------- | ----------------------------------------------------------------- | ----- | -------- |
| 1st | 2019年4月3日 | 西田あい ミュージックビデオコレクション | CRBN-76  | DVD      | 日本クラウン 西田あい ディスコグラフィ参照 西田あい公式サイト参照 |       |          |

### 他のアーティスト作品への参加
- 純烈の5thシングル「星降る夜のサンバ」（2015年1月7日発売）のカップリング曲「恋はおとぎ話」にデュエットで参加。

## ユーチューバー：ニシアイ

### ニシアイチャンネル
2018年3月にYouTube公式チャンネル「ニシアイチャンネル」を開設し、YouTuberとして活動中。音フェチ・ネイルタッピング・囁き子守歌・童話の読み聞かせなどのASMR 、ヘアーアレンジ・メイクアップ・ファッション系、筋肉トレーニング、発声練習方法、焼酎のレシピ、男装メイク、検証実験　など、視聴者の要望を取り入れながら、自身の経験を元に独自の視点から動画作品を展開している。動画アップの頻度は1週間に5回でかなり高い。なお、2020年以降は週3回の配信となっている。人気の動画はASMRで、聞いているだけで心地よい気持ちになる音を流していく内容であり、自身も「今の趣味は音探し」と言うほどに力を入れている。ASMR動画の中でも特に自身によるネイルタッピングは視聴者から高い評価を受ける。同年3月に開始以来 10月時点で2万人を超える。視聴者は13〜24歳の若年層が67%を占める。目標は 登録者100万人 。有名なYouTuberとコラボレーションするのが夢である。2022年5月30日の生配信にて、自身の事務所退所に伴いニシアイとしての配信は今後行われないことが製作スタッフより報告され、4年間に渡った『ニシアイチャンネル』の幕を閉じた。通算動画配信数は生配信を含めて899本。通算視聴回数は約2700万回。終了時点でのチャンネル登録者数は5.73万人。
- 歌手であると同時にYouTuberとしての本格的な活動を行う先駆的な存在として、新聞やネット記事などメディアから注目を集める[93]。
- 登録者数の達成記念に YouTube LIVE 生配信を実施。2018年10月末時点、1000人[95]、5000人[96]、1万人[97]、1万5千人[98]、2万人[99] 達成時に行っており、普段 会うことの出来ないファンとの交流の場として定着しつつある。生配信中に囁きで参加者の名前を呼ぶコーナーに人気がある[100]。
- 友人の城南海がメイク動画などに数回ゲスト出演している[101][102][103][104][105]。
- ASMRとお絵描きを組み合わせた動画を開拓。刷毛一本で水彩画を描きながら、刷毛を洗う時の水音や画材のネイルタッピング音、刷毛と画用紙の擦れる音などをASMRとして収録。絵画作品は視聴者へプレゼントされる[106][107][108][109]。

#### 2018年
- 11月12日〜18日の1週間、「ASMR WEEK」と題して様々なASMR動画を毎日配信。各テーマは生配信にて募った視聴者からの要望に応えて決められ、ネイルタッピングの他に、自身 初めての 咀嚼音、オノマトペ、ロールプレイ、耳かきASMR などを行った[110][111][112][113][114][115][116]。
- 12月1日、TBSの公式YouTube「となりのこいけ」の小池里奈とのコラボ企画を実施。双方のYouTubeチャンネルにお互いがゲスト出演し、オノマトペと咀嚼音のそれぞれ異なったテーマのASMR動画を投稿した[117][118]。
- 12月13日、スマホアプリ nana[119] の紹介動画を投稿。以降、nanaを使った歌唱音源を投稿開始[120]。
- 12月25日、クリスマス生配信を実施。nanaでのデュエット曲のコラボ投稿によるネット選手権、カラオケ大会、囁き名前呼びなどを行った[121]。

#### 2019年
- 1月8日、生配信を実施。1月下旬に行う予定の「ASMR WEEK」で配信するASMRのテーマ募集を行った[122]。
- 1月21日〜27日、ASMR WEEK 第2弾を配信[123][124][125][126][127][128][129]。
- 3月1日、ASMRなどの音源配信アプリ toremoro 公式配信者にニシアイチャンネルの西田あい (@nishidaai)  が追加された。（なお、toremoroは2019年12月27日にサービスを終了）[130]
- 3月13日、チャンネル登録者数3万人突破を記念して生配信を行った。配信の中で3月25日〜31日にかけて配信する ASMR WEEK 第3弾のテーマを決めた[131]。
- 3月25日〜31日、ASMR WEEK 第3弾を実施。咀嚼音、タッピングとスクラッチ、スプレー音、マッサージ、メイクなど、毎日テーマを替えて配信した[132][133][134][135][136][137][138]。
- 4月30日、平成から令和への改元を記念して、平成最後の日に生配信を行った[139]。
- 2019年5月28日、東海テレビの深夜番組『SKE48のバズらせます!!』に「ASMRのバズ先輩」としてゲスト出演し、ニシアイチャンネルのYouTube動画をもとにASMR動画の紹介や出演者による咀嚼音のASMRについてアドバイスを行った。YouTuberの西田あいとして地上波テレビで紹介された初めての番組となる[140][141]。
- 6月25日、登録者数4万人直前を記念して生配信を実施。次回のASMR WEEKのテーマを決めた。その後、インスタライブを城南海と共に約2時間に渡り行った[142]。
- 7月1日、登録者数4万人達成[142]。
- 7月15日-7月22日、前回の生配信で募集したテーマでASMR WEEKを実施した[143]。
- 12月20日、歌手 八代亜紀 とのコラボ動画を投稿。ASMRとして囁きによる耳かきロールプレイを行った[144]。

#### 2020年
- 3月15日、チャンネル登録者数 5万人を達成。同時点で試聴回数は1680万回を超える[145][146]。
- 5月16日、テーマソング「West Love Song」フルバージョンを公開[147]。歌詞の元となる言葉・フレーズを視聴者から公募し、シンガーソングライター 花海[148] と共同で制作した。なお、同テーマソングのショートバージョンは同じく 花海 との共同制作で2018年5月4日に公開している[149]。
- 6月7日、『日9ライブ』と称して毎週日曜日午後9:00から音楽ライブの無料生配信を開始。配信時間は約1時間で、自身のオリジナル曲とカバー曲を含め5曲程度を歌唱する。自身(ボーカル、ギター)と担当マネージャー(ピアノ)によるデュオの構成のストリートライブ様式。生配信は無料で「スーパーチャット」による投げ銭の機能を設定する。「ニシアイチャンネル」開設時より、歌手「西田あい」とYouTuber「ニシアイ」としての活動を分け、同YouTubeチャンネル上での「西田あい」としての本格的な音楽活動を自ら制限してきたが、同年3月に発生した新型コロナウイルス禍により対面型のコンサートやイベントの開催自粛の影響を受け、歌手としての活動の場が減少した状況から、同チャンネルにて音楽ライブの生配信を企画。同チャンネルをサポートするスタッフら5名と共にライブ配信に必要な機材集めや配信のノウハウをゼロからマスター、自身もギターの練習を始め、ライブの中で毎回弾き語りを行うこととした。また、プロのバックバンドを毎週準備することが困難なことから、自身の担当マネージャーがピアノ伴奏を行うデュオの構成とした。開始当初、歌手「西田あい」としての活動をYouTubeチャンネルの視聴者に受け入れられるかの懸念があったが、同チャンネル視聴者および歌手「西田あい」のファンからも好評を得ている。ライブの内容は、昭和歌謡から現代のポップスまでの楽曲を広く歌唱。また、前回までの同ライブの中で歌唱した楽曲の中からの一曲を、その場でリクエストのアンケートを募り、結果により披露するコーナーを設ける。同ライブは同年7月4日から5日に行われた「西田あいデビュー10周年24時間生配信」までの計4回を予定していたが、同生配信にて5回以降も継続することが発表された[150][151][152][153][154][155]。
- 7月4日、同日19:00から翌日の5日19:40にかけて、『西田あいデビュー10周年24時間生配信』と題し24時間40分に渡って動画生配信を実施した。副題は『「あいは無休で歌う」〜24時間100曲チャレンジ〜』とし、時間内で 100曲を歌うことに挑戦した。詳細については同ページの #ライブ の章に記載。
- 10月2日、YouTubeチャンネル『ShowTube〜焼酎部〜』にゲスト出演。YouTuberであるモデル・森ニーナと共に、5つの状況に合わせて自身の目線で選んだ本格焼酎の銘柄とその飲み方について紹介した。なお、同チャンネルは『日本酒造組合中央会』の番組提供により森ニーナをMCとして同年8月13日に配信を開始した[156]。
- 10月10日、自身のデビュー10周年を記念した新企画『あなたに寄り添うあいの歌  10aisongs』を発表。自身がボーカルとギター演奏を担当し、スタジオミュージシャンとの本格的なバンドによるライブセッションで、フォークソングのカバー10曲を歌唱し録画収録。その動画を10日間にわたって同チャンネルにて配信するものである。収録は全10曲をFirst Takeにて同日の1日間で行われた。配信は翌日11日から10日間午後10時に行われる。収録場所は東京都目黒区にある RECORDING  STUDIO MECH 。バックバンドのメンバーは、栗田信生(アレンジ、指揮、ピアノ)[157]、横内信也(アコーディオン)[158]、近野真一(ギター)[159]、長尾雅道(ベース)[160]、山崎ふみこ(パーカッション)[161]、石島大輔(フルート)の6名。10月10日午後10時に予告編の動画が同チャンネルにて配信された[162]。「10月10日午後10時」および「10曲を10日間の午後10時に配信」の10並びについてはデビュー10周年を意識したものである。全10曲の楽曲について独自のアレンジを施し、歌唱法もそれぞれ違いを持たせた。また、自身の私服を使用し曲ごとに衣装を替えた。セットリストは11日から20日の配信日順に『青春の影 - チューリップ』『22才の別れ - 風』『夢一夜 - 南こうせつ』『この広い野原いっぱい - 森山良子』『あの素晴らしい愛をもう一度 - 北山修、加藤和彦』『翼をください - 赤い鳥』『冬が来る前に - 紙ふうせん』『心もよう - 井上陽水』『あの日にかえりたい - 荒井由実』『切手のないおくりもの - 財津和夫』[162]。また、同企画について日刊紙の中日スポーツ・東京中日スポーツに芸能ニュースとして掲載された[163][164][165]。

#### 2021年
- 1月24日、新企画『ネイチャーコンサート』の動画配信を開始。第一弾は高尾山に登頂し、尾崎豊の『僕が僕であるために』をギター弾き語りで歌唱した。『ネイチャーコンサート』とは、新型コロナ禍により旅行や外出が制限される中で、旅先での自然を感じられるような動画を配信することを目的として自身の本分である歌唱を融合させた企画である。山登りを基本に、撮影機材やギターを所持し山の麓から徒歩にて山頂を目指すところから始まり山頂までの行程を撮影。山頂に到着したのち自然を背景に自身のギターの弾き語りにより歌唱するというドキュメンタリー要素を含んだ動画であり、今後は場所を変えてシリーズ化する予定である[166]　以降、各回の同コンサートの詳細については、後述の「ネイチャーコンサート　セットリスト」に記載する。
- 1月30日、Youtube生配信にて企画会議を実施。過日配信を行った第一回の『ネイチャーコンサート』についての視聴者からの意見・感想や、今後の動画のテーマなどについて視聴者とチャットにて意見を交換。この中で、昨年行っていた生配信企画『日9ライブ』に替わるものとして『ネイチャーコンサート』を基本的に毎週日曜日に配信することを公表。また、次回の『ネイチャーコンサート』は生配信で実施することを予告した[167]。
- 3月17日、チャンネル開設から3年目を迎える。現時点での登録者数：5.68万人、視聴回数：2342万回超（同チャンネルの概要：統計情報による）[168]。
- 6月20日、『日9ライブ番外編』を94分に渡り生配信した。ライブ中に前年に実施した24時間生配信を本年も行うことを告知。また、昨年の日9ライブにてピアノ伴奏を担当していたマネージャーの同チャンネル担当スタッフからの脱退が報告された。詳細は ライブ： #『日9ライブ』の章に記載[169]。
- 7月22日、『#西田あい24時間生配信　歌でつなごう ニッポン！』と題し、7月22日19:00～7月23日19:25に渡り自身のYouTube「ニシアイチャンネル」にて24時間生配信を行なった。24時間生配信は2020年7月4日～5日に渡って行った『西田あいデビュー10周年24時間生配信』以来2回目となる。全国を一つに繋ぐ対象として「青空」を取り上げ、47都道府県各地での「青空」を撮影した動画を視聴者から投稿してもらい、その「青空」の映像で日本地図の各都道府県の領域を埋めることで日本列島を１つの青空で表現すると同時に、その地域に関連する楽曲を歌唱することでメインテーマである『歌でつなごう、ニッポン！』を具現化した。本生配信に至るまでにYoutube生配信による視聴者との企画会議を3回開催[170][171][172]。その中で本生配信のタイトル決定、配信内容、ゲスト出演者などを提案、更に前述の47都道府県の各県ごとの紹介動画の投稿を行う特派員を視聴者参加企画として募集。また、本生配信のオリジナルTシャツを制作することを発表し、そのデザインを企画会議の生配信の中で作画した。本生配信では、5つのライブセッションを中心に、カラオケ大会、トーク大会、自身のモーニングルーチンの実況などを行った。ライブセッションの途中、各県ごとの特派員から投稿された各地の紹介動画の配信と各地のイメージ動画を背景にその県にちなんだ楽曲を歌唱した。ゲストとして、トーク会では歌手の森山愛子、市川由紀乃、羽山みずき、クリス・ハートが参加。ライブセッションでは、二胡演奏家・作曲家で日本二胡学院院長の楊興新、歌手の城南海、バンド「SPEED OF LIGHTS」のメンバーでピアニストの長崎祥子、ネオソウル・ギターデュオ「SOUL GAUGE」のメンバーでギタリストの磯貝一樹、シンガーソングライターの曽根由希江、シンガーソングライターの花海が参加した（順不同）。その他、西田あい自身の友人、マネージャー、ニシアイチャンネルのスタッフ、所属レコードの関係者などが参加した（ライブセッションの詳細は同ページ内の #ライブ の章に記載）。企画段階の当初は、本生配信に係る費用をクラウド・ファウンディングで確保する予定であったが実施困難となったため、本生配信中の投げ銭（スーパーチャットなど）を充当する方針で行うこととし、本配信中に充当後の費用の残額を提示しながら総額ゼロ円に近づける目標を本生配信の副テーマとした。[173][174][175][176][177][178]
- 10月31日、ハロウィンの同日、『日9ライブ番外編！「24時間生配信の借金返済プロジェクト！スパちゃくれないとイタズラするぞ」』と題し、約90分に渡って生配信を行った。詳細は ライブ： #『日9ライブ』の章に記載。[179]
- 12月23日、クリスマス・ライブを午後9:00より約2時間に渡り生配信した。ニシアイチャンネルの担当メンバーによるバックバンドと自身のギター伴奏により『サンタが街にやってくる』、ギター弾き語りでback numberの『クリスマスソング』、自身4役のアカペラで『ホワイト・クリスマス』、カラオケをバックにメンバー全員で嵐の『WISH』、新人スタッフのピアノ伴奏により辛島美登里の『サイレント・イヴ』、ギター弾き語りで自身のオリジナル曲『幸せ日記』、新人スタッフのピアノとギター伴奏でかりゆし58の『オワリはじまり』の計7曲を歌唱。また、今回ピアノ伴奏をする新人スタッフが同チャンネルの担当チームを離れていくことから送別の意も含めてのライブ配信となった。[180][181]

#### 2022年
- 5月30日、芸能事務所からの退所に伴い、ニシアイとしての配信を終了することが制作スタッフより報告された。配信チャンネルは存続するが、新しいメンバーによる配信に切り替えチャンネル名も『ばななch』に改名することとなり、『ニシアイチャンネル』は2022年5月末日をもって消滅した。[94][182]

ネイチャーコンサート　セットリスト
| 回     | 配信日         | 収録場所 | 概要 | カバー曲名 - アーティスト |
| ------ | -------------- | --- | --- | --- |
| 第1回  | 2021年1月24日  | 東京・高尾山 大見晴園地                                                                                           | 高尾山の登山口よりギターを手持ちして徒歩で登り、山頂にてギター弾き語りを行う (位置情報：35°37'28.4"N 139°14'35.5"E)地図 - Google マップ | 僕が僕であるために - 尾崎豊 |
| 第2回  | 2021年1月31日  | 神奈川・相模湖 | 自身初めての手漕ぎボートにて単独で相模湖の中央に移動し、ボートの上でギター弾き語りを行う (位置情報：35°36'43.4"N 139°11'09.1"E))地図 - Google マップ | 故郷 - 文部省唱歌 |
| 第3回  | 2021年2月7日   | 東京・渋谷～三軒茶屋～ 渋谷～東京タワー～ レインボーブリッジ～お台場～ 銀座～東京駅                               | 東京都内の夜景を巡りながら、移動する車内より2時間15分に渡って生配信にて行った。 途中、親友の城南海と合流。城が上京して初めて住んだ三軒茶屋を巡り、二人の上京当時の思い出を語り合った。 城と別れた後、移動場所をチャットで募り、車窓からの夜景を観ながら渋谷からお台場方面を貫けて東京駅までの間、ギター弾き語りで計6曲（重複含まず）を歌唱した。 | 夜に駆ける - YOASOBI Stay Gold - BTS プラスチック・ラブ - 竹内まりや ぼくらが旅に出る理由 - 小沢健二 丸の内サディスティック - 椎名林檎 My Story - 西田あい                                                           |
| 第4回  | 2021年2月14日  | 東京都・奥多摩町 三ツ釜の滝                                                                                       | 奥多摩町の海沢渓谷にある海沢三滝の一つ、三ツ釜の滝まで徒歩で登り、雪の残る滝を背景にギター弾き語りを行った。 (位置情報：35°46'57.0"N 139°07'48.0"E)地図 - Google マップ | ファイト！ - 中島みゆき |
| 第5回  | 2021年2月28日  | 東京都・奥多摩町 奥多摩工業氷川工場                                                                               | 絶景スポットとして工場マニアに人気の、奥多摩工業氷川事業所の石灰石加工工場を背景にギター弾き語りを行った。 (位置情報：35°48'38.8"N 139°05'47.8"E)地図 - Google マップ | イエスタディ・ワンス・モア - カーペンターズ |
| 第6回  | 2021年4月4日   | 東京都内～ レインボーブリッジ（経由）～ 横浜ベイブリッジ～ 横浜中華街～ よこはまコスモワールド～ 横浜赤レンガ倉庫 | 都内から横浜の夜景を巡りながら、移動する車内より約2時間に渡り生配信を行った。 時折り激しい雨の中、ギター弾き語りとアカペラにて計9曲を歌唱。 | 幸せ日記 - 西田あい 切手のないおくりもの - 財津和夫 猫 - DISH// チェリー - スピッツ 香水 - 瑛人 横浜ハーバーライト - 西田あい 悲しくてやりきれない - ザ・フォーク・クルセダーズ 群青 - YOASOBI 薩摩めぐり - 西田あい |
| 第7回  | 2021年4月11日  | 行先は未公表 | 目的地が未定のまま、夜桜の下でギター弾き語りをするというテーマで、桜スポットとなっているロケ場所を探しながらネイチャーコンサートを実施。 ・ロケ地(推定)：東京都調布市 野川 大橋付近 (位置情報：35°39'26.9"N 139°33'17.9"E)地図 - Google マップ | 未来へ - Kiroro |
| 第8回  | 2021年4月18日  | 千葉県勝浦市 八幡岬公園 展望デッキ                                                                                | 目的地は未定で、地元の方から絶景ポイントを紹介してもらい、そこで弾き語りするという内容で、勝浦駅から出発。 途中で紹介された八幡岬公園までの道中、同公園の由来を語りながら進む。 到着後、太平洋を背景にギター弾き語りを行った。 (位置情報：35°08'07.4"N 140°18'40.3"E)地図 - Google マップ | 木蘭の涙 - スターダスト☆レビュー |
| 第9回  | 2021年5月2日   | 千葉県館山市北条 富士見桟橋                                                                                       | 夕陽を背景に歌唱することを目標に、前回の勝浦市から館山市に移動。 淡いオレンジ色の夕景をバックにギター弾き語りを行った。 (位置情報：34°59'50.1"N 139°51'22.7"E)地図 - Google マップ | Stay Gold - BTS |
| 第10回 | 2021年5月23日  | 鹿児島県姶良市 蒲生八幡神社                                                                                       | 自身の出身地である鹿児島県姶良市蒲生町の街並みと出身小学校を思い出を交えて紹介。 その後、幼少の頃より慣れ親しんできた蒲生八幡神社にある日本最大の巨樹「蒲生のクス」（国指定特別天然記念物）の前にて、実父に対しギター弾き語りを行った。 (位置情報：31°45'55.9"N 130°34'10.9"E)地図 - Google マップ | 薩摩めぐり - 西田あい |
| 第11回 | 2021年6月6日   | 鹿児島県伊佐市 曽木発電所遺構 曽木発電所遺構展望所より                                                            | 鹿児島県伊佐市に入り、同市役所観光課の協力のもと、曽木の滝から清水神社を経た後、曾木発電所遺構 にてコンサートを実施。 ロケ前日からの豪雨の影響により発電所跡に近づくことはできなかったが、展望台から眼下に広がる雄大な自然を背景にギター弾き語りを行った。 同遺構の持つ非現実感と世界観の重なるジブリ作品の中から、歌詞とメロディにあるメッセージが融和する木村弓の『いつも何度でも』を選曲。 (位置情報：32°00'34.4"N 130°33'46.9"E)地図 - Google マップ | いつも何度でも - 木村弓 |
| 第12回 | 2021年11月7日  | 福島県耶麻郡猪苗代町 猪苗代スキー場                                                                               | 福島県の表磐梯にある猪苗代スキー場にてネイチャーコンサートを実施。 猪苗代登山口から葉山ゲレンデ、葉山コースのルートを経て磐梯山テラスまでを約2時間かけて徒歩で登り、広大な草原の中、猪苗代湖の絶景を前に back number の『水平線』を自身のギター弾き語りで歌唱した。 (位置情報：37°34'53.7"N 140°05'12.1"E)地図 - Google マップ | 水平線 - back number |
| 第13回 | 2021年11月21日 | 福島県郡山市 湖南町赤津中田前                                                                                     | 当初、福島県の「郡山布引風の高原」でのライブ収録を予定していたが悪天候のため同地でのロケを断念。 替わりとなる新しいロケ地を探索中、天候が回復したため、移動途中にあった同県郡山市湖南町赤津中田前付近(推定）の田園を背景に荒井由実の『ひこうき雲』を自身のギター弾き語りで歌唱した。 (位置情報：37°24'37.1"N 140°04'19.2"E)地図 - Google マップ | ひこうき雲 - 荒井由実 |

## 年表

### 2010年
- 7月7日、「東京ドームラクーアガーデンステージ」にてデビューイベント開催[198]。キャッチフレーズは「〜あいにいきたい･･･西田あい〜」[199]
- 9月25日、鹿児島県姶良市誕生祝賀会に出席・出演。姶良市のふるさと大使に任命される[200]。

### 2011年
- 4月、平成23年度KMP（九州・沖縄音楽プロデューサー会議）推薦歌手として選出され、KMPに加盟するAMラジオ8局にて4000回以上の楽曲OA、数々の番組やイベント出演が約束される[201]。
- 4月、『ときめき歌謡曲』（テレビ埼玉）の5代目アシスタントとなりMC（4月から6月までの3ヶ月間）を務める。
- 4月、『うたなび!』（音楽番組・TOKYO MX他）の準レギュラー（4月から9月までの半年間）となり、「きばって!TRY」という西田あいが体当たりで挑戦するコーナーを月1回担当した。
- 5月11日、2nd シングル『ときめきカフェテラス／愛はまにあいますか』をリリース。
- 6月4日、故郷の鹿児島県姶良市で、初めてのソロコンサート「西田あいコンサート」を姶良市文化会館加音ホールにて行う。
- 7月9日、千葉県銚子市の方々から「西田あい」と名前入りの大漁旗を贈られる[202]。
- 7月29日、千葉県銚子市の観光大使に任命される[注 1]。
- 8月1日、鹿児島県鹿児島市の介護老人福祉施設「喜入の里」にて慰問コンサートを行う[204]。

### 2012年
- 2月8日、3rdシングル『 恋 ／ 歌は恋人 』をリリース。『恋』は布施明が1967年（昭和42年）3月1日に8枚目のシングルとして発表した平尾昌晃作曲の作品である。布施明はこの曲でその年のNHK紅白歌合戦に初出場している。今回、西田あいが約45年ぶりにカバーした。
- 2月24日、「西田あいチャリティーコンサート ～あいが歌う‘恋’～ 」を茨城県神栖市にある神栖市文化センターにて開催。収益金の一部を東日本大震災で被災した神栖市に寄付をした。
- 3月1日、東京都北区にある王子消防署の一日消防署長任命にされ、『春の火災予防運動』のキャンペーンに参加する[205]。
- 4月8日、千葉県銚子市『一日交通安全大使』に任命され、銚子警察署の一日警察署長として春の『全国交通安全運動』のイベントに参加し交通安全PR活動を行う[206]。
- 7月1日、「西田あい×SATOKENのあいがカツ！」（bayfm、毎週日曜日20：30-20：57）というレギュラー出演のラジオ番組がスタート[207]。
- 9月21日～23日、『夜回り先生～いいんだよ昨日までのことは』という舞台にて、お芝居に初挑戦する[208]。主な共演者は、石橋正次・西崎緑、会場は板橋区立文化会館 大ホール（東京都）。

### 2013年
- 4月から歌謡曲歌手としては異例のbayfmパーソナリティに抜擢、持ち前の明るいキャラクターとふるさと訛りの軽快トークで伊津野亮と共に毎週木曜日3時間生放送を担当。
- 9月20日、千葉県市川市、行徳警察署の一日警察署長に任命され、地区内を巡回したり啓発キャンペーンに参加するなど、秋の交通安全運動で交通事故防止等のPRを行う[209]。
- 10月から半年間、文化放送『西田あいのおしゃべり♥あいランドBAR』という番組でパーソナリティを担当[210]。

### 2014年
- 3月1日、「西田あいコンサート2014」と題したライヴステージを茨城県の神栖市文化センター 大ホールにて行う。オリジナル曲に加えて、歌謡曲のカバー・ハワイアン・オールディーズ・ビートルズナンバーなどを披露。さらに、フラダンスコーナーではハワイアンドレスを身に纏い地元のフラチームと共演、特設スクリーンを使っての演出などもあり、歌とトークに交えてピアニカ演奏を披露するなど、見る者を飽きさせない全20曲1時間50分のステージングは満席（約1000席）の観客を魅了した[211][212]。
- 5月1日、西田あい無料ファンクラブ「TEAM　AI」設立。
- 10月から半年間、BSジャパン『徳光和夫の名曲にっぽん　昭和歌謡人』で徳光和夫のアシスタントを経験。
- 11月5日、5枚目のシングル「雨おんな」をリリース[213]。オリコン演歌・歌謡曲チャートデイリーランキング１位、初週ウイークリーランキングでも3位を獲得。総合ウイークリーランキングでも41位で[214] 自己最高となった。

### 2015年
- 2月4日、千葉県東庄町の観光大使「東庄町アイベリーいちご大使」に就任[215][216]。
- 2月20日、「雨おんな」がCS放送『歌謡ポップスチャンネル』で 2015年3月『今月のイチ押し曲』に決まる。
- 6月20日、FILT WEBにて、コラム連載開始。「愛され上手」というテーマで、毎月20日更新される。
- 6月20日、初めて本格的なバラエティ番組『有吉反省会』（日本テレビ）に出演。6月27日には、禊としてニシキヘビを身体の上に置いて撮影などを行うシーンなどが放映された。
- 7月11日、デビュー5周年を迎えて出身地の鹿児島県姶良市で「西田あいコンサート 5th Anniversary in 鹿児島」を行う。6枚目のシングル「涙割り」（9月30日リリース）を初披露[217]。
- 7月18日、「西田あい歌謡コレクション 〜5周年記念ライブ〜」 をミュージックレストラン・ラドンナ原宿にて行う。新曲を含めたオリジナル曲・未発表のカバー曲などを昼夜2回に分け生バンド演奏（キーボード、サックス、ギター、ドラム、ベース）で披露。ファンのリクエストに応じた昭和歌謡の名曲を歌唱したほか、付け髭と黒のシルクハット姿のユーモラスな男装で「恋の季節」「勝手にしやがれ」を歌い上げたり、英語力を活かして「ラブミーテンダー」「LOVER COME BACK TO ME（恋人よ我に帰れ）」といったポピュラー・ソングのスタンダード・ナンバーやジャズ・ナンバーにも挑戦した[218][219]。
- 8月8日、富山県高岡警察署の一日警察署長に任命され、イベントで招かれた「岩坪納涼祭」の会場で防犯キャンペーンに参加する[220]。
- 9月17日、鹿児島県姶良市の姶良市文化会館 加音ホールにて『新・BS日本のうた』の公開収録があり、新曲「涙割り」を披露。また、吉幾三と共に司会進行役を務める（放送日は10月4日）。
- 9月19日、「ボートレースとこなめ応援サポーター」に就任[221]。2016年3月まで歌謡ショーなどで盛り上げていく。
- 9月29日、ラジオのレギュラー番組『西田あいのおしゃべり♥あいランドBAR』第3シーズンがスタート、文化放送をキー局に3つのネット局で放送。
- 9月30日、6枚目の5周年記念シングル「涙割り」（カップリング曲「ひとりにさせないで」）をリリース。初週の総合ウイークリーランキングで36位となり自己最高位を更新した[注 2][222]。
- 10月17日、千葉県千葉市の美浜文化ホールにおいて、「涙割り」発売記念コンサートを行う。お笑い芸人のアナログタロウがゲストとして招かれ、ユニークな曲紹介が和やかなムードづくりに一役買った[223]。
- 12月2日、カバーアルバム「 あいの唄 〜Love Songs〜 」をリリース。デビュー5周年を記念したファーストアルバム。なお、ボーナス・トラックとして、オリジナル曲の「最後の頁 〜Last Page〜」が収録されている（2016年10月19日に、「最後の頁」の曲名でシングルとして発売。また、2017年6月28日には、表題曲をはじめとして、ボーナストラック曲「薩摩めぐり」を含めた4曲入り（＋各曲のカラオケ）のシングル「最後の頁　特別盤」としても発売されている）。

### 2016年
- 1月20日、『姶良ふるさと大使委嘱状交付式 & あいら有機野菜イメージキャラクターお披露目式』にて「姶良ふるさと大使」を新たに5年間任命される[224][225]。
- 1月29日、「早春のアイベリーいちご狩りバスツアー」でツアーガイド兼バスガールを務め、千葉県東庄町のいちご園でのアイベリーのいちご狩りを中心にミニライブやSLの出発式に出席するなどファンとの日帰り旅行を楽しんだ[226][227]。
- 2月9日、The BAY☆LINE（bayfm）火曜レギュラーの春原佑紀のピンチヒッターとして有村昆と共にDJを務める[228]。
- 2月14日、東京・南青山のLa Valse（ラヴァルス）にて「プレミアムトーク & ライブ」を行う。昭和歌謡曲から普段歌うことのない名曲カバーにチャレンジしたり、これまで語られることのなかったエピソードなども披露した。
- 4月15日、地元鹿児島県の姶良市消防本部の中央消防署で一日消防署長に任命され、消防訓練や予防査察また地元のショッピングセンターのイオンタウン姶良で防火広報を行った[229][230]。
- 6月10日、富山県高岡市岩坪（国吉地区）の岩坪工業団地にある三芝硝材株式会社の本社工場前において開催の「ふるさと活性・西田あい歌謡ショー」に出演[231]。
- 6月12日、第19回 渋谷・鹿児島おはら祭のおはら祭踊りオープニングパレードにて鹿児島にゆかりのある徳永ゆうきらと先頭を歩く。また、熊本地震の義援金ブースにて城南海・徳永ゆうきと共に募金活動を行う[232]。
- 10月8日、BS日テレの新番組 「歌え！昭和のベストテン」放送開始。　太川陽介と司会を担当する。
- 10月19日、7枚目のシングル「最後の頁」をリリース。初週の総合ウイークリーランキングで36位となり自己最高位タイを記録[233]。

### 2017年
- 2月11日、東京・両国国技館で行われた第50回NHK福祉大相撲～お楽しみ歌くらべ～に出演、髙安関と「居酒屋」をデュエットする[234]。
- 5月15日、南日本銀行のスマホアプリのテレビCMに出演。CMのパターンは3種ある[235]。
- 6月28日、「最後の頁」（特別盤）をリリース[213]。これは7枚目のシングル「最後の頁」のリパッケージ版である。
- 7月1日、東京 有楽町よみうりホールにて、7周年記念コンサート（「新たな誓い」 ～かけがえのない日々にありがとう～）を開催する。
- 7月21日、恩師 平尾昌晃が肺炎のため死去する。79歳であった。
- 10月30日、恩師 平尾昌晃の「故 平尾昌晃 葬儀・告別式」と題したお別れの会が東京・青山葬儀所にて行われ参列する。

### 2018年
- 2月9日、『最後の頁』が平成29年度 日本クラウンヒット賞 敢闘賞を受賞、贈呈式に出席する。
- 2月17日・20日、「にっぽん演歌の夢祭り2018」に出演する[236]。
- 3月16日、YouTube 公式チャンネル「ニシアイチャンネル」を開設[91]
- 5月23日、ワンマンライブ「西田あい歌謡コレクションVOL.7～お久しぶりね、大阪の女～」を大阪・心斎橋のライブハウス「Ｍｕｓｉｃ Ｃｌｕｂ　JANUS」で行う[237][238]。
- 5月26日、ワンマンライブ「西田あい歌謡コレクションVOL.8〜何からはじまるストーリー？〜」を東京・八重洲ヒットスタジオで行う[239][240]。
- 7月13日、鹿児島県の「薩摩大使」に任命され、鹿児島県庁で委嘱式が行われる。215人目の薩摩大使となる[69]。
- 7月14日、30歳の誕生日に「ふるさとコンサート2018in鹿児島　～飲むほどに酔うほどに この街が好きになりました～」を宝山ホールにて開催。鹿児島市では初のコンサート。
- 8月8日、8枚目のシングル「愛が足りなくて」をリリース。初週の演歌・歌謡シングルウイークリーランキング3位[241]、総合ウイークリーランキングで30位となり自己最高位を記録[242][243]。レコチョク歌謡曲・演歌ランキングデイリー（8月9日）で「愛が足りなくて」1位、「飛べない踊り子」5位にランクイン[244]
- 9月22日 デイリースポーツ に、ニシアイチャンネルを開設してYouTuberとして活動中であること、若い世代を中心に注目されつつあることが紹介された[93]。
- 10月21日 ワンマンライブ「西田あい歌謡コレクションVOL.9」を大阪 京橋ベロニカにて行う。テーマは〜愛が足りなくてLOVE SONG〜[245]。
- 11月3日、明治維新150周年を記念し開催された【第67回 おはら祭】のKTS鹿児島テレビ特別番組にて城南海と共にリポーターを務めた[246]。

### 2019年
- 2月3日、東京赤坂 山王日枝神社 節分祭追儺神事に特別年役として招待され、小池百合子都知事、清國勝雄、増位山太志郎、琴奨菊関、三宅義信、真矢ミキ、井本彩花(8代日枝神社広報大使)、佐久間みなみ(2018年ミスソフィア)らと 壇上から豆まきを行なった。2017年、2018年に続き、今年で3度目となる[247][248]。
- 2月9日、東京・両国国技館で行われた第52回NHK福祉大相撲～お楽しみ歌くらべ～に出演、豊山関と「麦畑」をデュエットする[249]。
- 2月15日、2018年度 (第55回) 日本クラウン ヒット賞  敢闘賞に『愛が足りなくて』が受賞、贈呈式に出席する。敢闘賞受賞は、昨年に引き続き2年連続となる[74][75]。
- 2月18日、ツイッターのフォロワー数が1万人に達する。これを記念して、2月20日にリプ祭りを開催。同日23時59分までにあった総数206のリプライに対して返信を行った[250]。
- 3月9日、「西田あいと行くバスツアー！」を実施。バスガイドに扮し、2台のバスに交互に乗車。自らが挿絵を描いた手作りの旅のしおりを配布したり、車内ではツアー限定のラジオ放送を流すなどのサービスを行った。アイベリーいちご大使となっている千葉県東庄町でのいちご狩りと東京ドイツ村を周り、自身の楽曲でのカラオケ大会を行った[251][252][253][254]。
- 3月22日、FM放送のレギュラー番組「iからはじまるストーリー」（毎週月曜4時〜4時50分、bayfm）の特別番組「iからはじまるストーリー ～スプリング・スペシャル～ 」を金曜日19時〜21時のゴールデンタイムに生放送で配信した。前半は クリス松村をゲストに迎え、ニューミュージックやシティーポップを中心に昭和歌謡史の話題を、また ゲストの作曲家 林哲司のインタビューの中で、作曲編曲にまつわるエピソードや西田あいへの曲提供についての考えを語った。アコースティックライヴではギタリストの渡辺裕太と共に、斉藤由貴の「卒業」、柏原芳恵の「春なのに」、モーニング娘。の「LOVEマシーン」、松田聖子の「赤いスイートピー」を歌唱した[255][256]。
- 3月25日、ウェブサイト「うたびと」オープン記念として、西田あい独占インタビュー が掲載された。師と仰ぐ平尾昌晃とのエピソード、歌謡曲への想い、自身のコンプレックス、ユーチューブなどについて語っている[257]。
- 4月1日、所属事務所をG.P.Rから G-STAR.PROに移籍[258]
- 4月3日、自身 初のミュージック・ビデオコレクションのDVDをリリース。デビュー曲「ゆれて遠花火」から最新曲「愛が足りなくて」まで全9曲のミュージック・ビデオと、特典映像 としてデビュー7周年記念コンサートでの楽曲「薩摩めぐり」の映像、および「西田あい スペシャルインタビュー」を収録[259][260]。
- 4月3日、東京・練馬文化センターで開催された「日本歌手協会 第24回 紅白歌合戦 夜の部」にて、女性歌手14名からなる赤組のキャプテンとして大役を務める。司会だけでなく、森山加代子の「月影のナポリ」、自身の「愛が足りなくて」を歌唱した[261]。
- 4月13日、東京都新宿区の新宿御苑で開かれた安倍首相主催の「桜を見る会」に招待された。「桜を見る会」に招待されたのは今回が初めてで、大島紬の着物と祖母の遺品である帯の和装姿で参加。政財界関係者や著名人、芸能人ら約1万8200人の出席者と共に見頃を迎えた八重桜を楽しんだ[262][263][264]。
- 5月1日、Twitterにてリプ祭りを開催。フォロワーからの146のリプライに対して返信を行った[265]。
- 5月12日、東京、64回 赤羽馬鹿まつり に出演。昨年に引き続き、連続 2回目の出演となる。辰巳ゆうと とともにオープンカーに乗車しパレードに参加、その後 歌謡ショーを行った[266][267]。
- 5月19日、東京、22回渋谷鹿児島おはら祭に参加。オープニングパレード、踊りパレード第1部に参加した。踊りパレードでは 出身地である鹿児島県姶良市のグループ「あいらびゆー踊り連」の中に混じり、約1時間に渡って 渋谷音頭、おはら節、TOKYOオハラを踊った[268][269][270]。
- 5月23日、北とぴあ つつじホール（東京・北区）にて開催された「3人の歌仲間 Vol.22」に、城南海、中澤卓也とともに出演。3人による「WINDING ROAD（綾香×コブクロ）」にて混声の美しいハーモニーを披露。ソロで「天使の誘惑」「春の落とし物」を歌唱した。「仲良しトークコーナー」では、幼少期の写真を観ながら思い出話を語った。また、自身がカラオケでよく歌うアニメソングを披露。その後、最新曲「愛が足りなくて」を歌唱後、その日のバンド演奏がJAZZ演奏家（クリヤマコトと歌仲間バンド）ということでJAZZスタンダードナンバーに挑戦。「Lover come back to me」をソロで、最後に3人で「Unforgettable」を披露した[271][272]。
- 7月4日、長野県塩尻市にて行われた 新・BS日本のうた の番組公開収録にて、タップダンスを披露した。番組中 スペシャルコーナーの若手歌手の新たな挑戦というテーマの中で、約1年半年前から始めたタップダンスを 「銀座カンカン娘」の歌と共に約3分間のソロでのパフォーマンスとして自身初めて披露した。番組の収録にあたり 6月初旬からダンサー 濱田“Peco”美和子の指導の下、約1カ月間に渡り特訓を受けた。本収録の模様は、同年8月4日の 新・BS日本のうた にて放送された[273][274][275]。
- 7月7日、鹿児島県、鹿児島市民文化ホール 第1ホールにて「西田あいふるさとコンサート〜未来へ〜」と題したデビュー9周年記念コンサートを開催した[276]。
- 8月23日、2021年公開予定の 映画「大綱引の恋」に出演することが決定、公表された。自身、本作品が映画 初出演となる[277][278][279]。

### 2020年
- 2月3日、東京赤坂 山王日枝神社 節分祭追儺神事に特別年役として招待され、増位山太志郎、琴恵光充憲、琴勝峰吉成、三宅義信、林家木りん、真矢ミキ、井頭愛海(9代目日枝神社広報大使)、中丸三千繪、小滝日菜乃(2019年度上智大学ミスソフィア)らと共に壇上から豆まきを行なった。2017年、2018年、2019年に続き、今年で4度目となる[280]。
- 2月3日、東京都中央区日本橋にある福徳神社(芽吹稲荷)に今年1年の歌手活動の発展を祈念し参拝した[281]。
- 2月19日、東京・渋谷区道玄坂にあるライブハウスduo MUSIC EXCHANGEにて、「アイランド・ソングス〜私の好きな愛の唄〜」リリース記念パーティー！！を開催した。同ライブは今年デビュー10周年を迎えるにあたり、昨年末に発売した自身2枚目のカバーアルバム『アイランド・ソングス〜私の好きな 愛の唄〜』のリリースを記念したワンマンライブである。詳細は本ページのライブの章『#『アイランド・ソングス～私の好きな 愛の唄～』リリース記念パーティ』節に記載する[282][283][284][285][286][287][288][289][290][291][292]。
- 3月20日、FM放送のレギュラー番組「iからはじまるストーリー」（毎週月曜4時〜4時50分、bayfm）の特別番組「iからはじまるストーリー ～スプリング・スペシャル2020～ 」を金曜日17時〜18時45分に放送した。トークコーナーでは 作曲編曲家の萩田光雄、タレントのミッツ・マングローブをゲストに迎え、また、昨年末に発売のカバーアルバム『アイランド・ソングス〜私の好きな 愛の唄〜』の編曲や演奏を担当したキーボーディスト・リクオ、ギタリスト・渡辺裕太をゲストにスタジオライブを行った[293]。
- 4月7日、TBSラジオ「伊集院光とらじおと」の「俺の5つ星」コーナーに出演、並びに同番組へのレポーター就任が発表された。元は前月の同コーナーで鹿児島市内にあった店舗の情報を捜索する中で、その店内にポスターが貼られていたこと、またその店名が同姓の「西田屋」であったことから何か事情を知らないかとインタビューを受けたもので、達者なトークが番組スタッフに受け、その後伊集院も交えたオーディションも行われ、わずかな期間のうちに一気にレギュラー入りへつながった[294]。
- 5月3日、「西田あいファンクラブ TEAM AI オンラインファンミーティング」を 14：00～15：00 の約1時間行った。4月7日～5月6日までの新型コロナウイルス感染症緊急事態宣言による外出自粛要請の中で、ファンとの交流の手段として Web会議サービス Zoom を使用し、西田あい自身、担当マネージャー、事前登録を行ったファンクラブ会員 の総勢約40名の間で動画・音声の双方向によるミーティングを実施した。なお、オンラインによるファンミーティングは今回 初の試みとなった[295]。
- 6月7日、母校・鹿児島城西高校の在校生28人とのオンライン合唱動画を制作、公開した。新型コロナウイルスの影響で中止となった今期選抜高校野球大会に初出場予定だった母校の後輩たちや休校期間が続く在校生たちにエールを送りたいとリモート共演を提案、出身である芸能文化コースの在校生がそれぞれ自宅で「My Story」を歌唱し録画した映像を編集、作成した[296]。
- 6月18日、NHK鹿児島ニュースにて、自身が参加する「＃キバレかごしまプロジェクト」のメッセージ動画が放映された。同プロジェクトは新型コロナウイルス感染の懸念が続く中、鹿児島県が医療従事者をはじめ苦境の中で頑張る人たちなど県民全体に活力を与える目的でメッセージ動画を配信するもので、スペシャルVer.として同県出身著名人8名のメッセージで構成・制作され、盟友 城南海らと共に参画した[297][298]。
- 7月23日、「月刊歌の手帖」の公式YouTubeチャンネルにて「UTプレゼンツ　西田あいちゃん10年おめでとうトークライブ」を生配信した。デビュー10周年となる自身の記念として同誌が開催。デビュー直前からの同誌のピンナップグラビアを順次紹介しながら、当時のエピソードを同誌編集長と担当者を交え語った[299]。
- 8月29日、ファンクラブ「TEAM AI」限定イベントとして「西田あいオンラインファンミーティング だれやめ会」を開催。Web会議サービZoomを使用したリモートミーティングで、2回目の実施となる。今回は20:00～20:40をだれやめ女子会(女性限定)、21:00～21:40をだれやめ会(男性限定)として2部形式で行われた[300]。
- 10月4日、同日発行の東京新聞において、ASMR特集記事の中でニシアイチャンネルでのASMRの活動内容が紹介された[301][302]。
- 10月30日、映画初出演となる『大綱引の恋』が鹿児島県内にて先行公開となった。同県薩摩川内市を舞台とした映画であり、主人公「有馬武志」の幼なじみ「典子」の友人役「知佳」を演じている[303][304][305]。
- 12月14日、西田あい公式TikTokアカウントを開設。2018年9月20日にTikTokアカウント（アカウント名：＠nishidaai）を開設していたが、今回改めて公式アカウントとして新設。自身のギター弾き語り動画を中心に投稿する予定[306]。
- 12月24日、東京・丸ビルのマルキューブにて行われた ニッポン放送主催の「第46回ラジオ・チャリティー・ミュージックソン 2020」スペシャルライブに出演。コロナ禍の発生以降10ヶ月ぶりの有客でのライブステージとなった[307][308]。
- 12月25日、 TikTok主催の「#TikTokXmas」Special Music Live の第3夜「純烈のハッピーチョキチョキクリスマス-TikTokクリスマス スペシャルライブ-」 生配信にて、MCとしてライブ出演し、自身も2曲を歌唱。配信は、東京・お台場「大江戸温泉物語」から行われた[309][310]。
- 12月27日、新曲「幸せ日記」を2021年3月3日にCDシングルにてリリースすることを発表した。作詞を西田あい自身が初めて手がけておりアーティストSoulJaと共作、作曲SoulJa、さらにケツメイシのプロデューサーを務めるYANAGIMANがアレンジを行う[311][312][313]。

### 2021年
- 1月25日、同年3月3日リリース予定のシングルCD『幸せ日記』のジャケット写真とアーティスト写真を公開。自身がパーソナリティを担当するFMラジオ番組『iからはじまるストーリー』2月1日放送分にてCD音源が解禁されること、2月10日にCD発売より先行してサブスクリプションにて配信を開始することが明らかとなった[314][315][316][317]。
- 2月1日、自身がMCを担当するFMラジオ番組『iからはじまるストーリー』（bayfm）にて同年3月3日リリース予定のシングルCD『幸せ日記』の音源を解禁[318]。
- 2月3日、動画共有サービスYouTubeに『西田あい Official YouTube Channel』を新規に開設[319]。同チャンネルは歌手『西田あい』としてのアーティスト活動に関する動画コンテンツ（自身のリリース楽曲のミュージックビデオやプロモーション動画など）を展開するチャンネルである。なお、現在YouTuber『ニシアイ』としての活動を行っているYouTube公式チャンネル『ニシアイチャンネル』とはカテゴリを異にするものとして既チャンネルの活動はそのまま継続する[320]。
- 2月25日、鹿児島県姶良市観光協会のホームページにて自身がナレーションを担当した姶良市PR動画が公開された。同PR動画は「あいらのおと」と題し姶良市の名所や名産品などの映像をASMR音源の観点から紹介するものである[321][322]。
- 2月27日、インターネット生配信ライブ『若手スター☆集結 大ヒット！プレイバック歌謡祭２』にて、10枚目のシングルCDのカップリング曲『幸せ日記 弾き語りver.』を自身のギター弾き語りで歌唱。公式のコンサートで弾き語りを披露したのはこれが最初となる[52]。
- 3月3日、10thシングルCD『幸せ日記』をリリース[323]。自身初の作詞に挑み、楽曲の構成についてもプロデュースを担当したSoulJaの元で自身の意見を取り入れるなど、その制作過程や楽曲に対する想いを語った記事が音楽配信サイトに掲載された[324]。また、同日、自身の公式Youtubeチャンネル『西田あい Official YouTube Channel』にて、フルコーラスのミュージックビデオを公開した。ミュージックビデオを作成するにあたり、映像を通して自身が描く楽曲の世界観や視聴者に伝えたい想いを語ったインタビュー記事がミュージック情報サイトに掲載された[325][326][327]。
- 3月6日、ファンミーティング「TEAM AI限定トーク&ライブ〜1ページ目の幸せ日記〜｣を東京都渋谷区にあるトークライブハウス「LOFT9 Shibuya[328]」にて開催[329]。約1時間にわたりトークを挟みながら3月3日リリースの最新シングル「幸せ日記」に収録されている3曲を含め計6曲を歌唱。「幸せ日記 弾き語りVer.」他、計2曲についてはギター弾き語りにて歌唱した。自身単独での対面型ライブは2020年2月19日以来となる。ファンクラブ「TEAM AI」会員限定で参加者を募集[330][331]。
- 3月24日、10thシングルCD『幸せ日記』の収録曲である『Home』のミュージックビデオを公開[332]。公開と同時にネット上の音楽情報サイトに紹介記事が掲載された[333][334]。
- 4月1日、結婚式のBGM選曲情報サイト「WiiiiiM」にて、最新シングル曲「幸せ日記/Home」が3月22日付「おすすめ最新曲５選vol.58」[335] にて推薦曲として選ばれた。これに伴い、4月1日に推薦曲およびアーティスト紹介の記事が同サイトにインタビュー記事[336] として掲載された[337]。
- 4月9日、フジテレビの地上波放送「なりゆき街道旅」のエンディングテーマ曲に『幸せ日記』が決定したことが報告された。対象となる期間は4月11日～5月30日[338]。
- 4月12日、音楽情報サイト「MUSIC GUIDE」にてロングインタビュー記事が掲載された。インタビューでは、最新シングルCDの作成時に初めて体験したJ-POPの楽曲制作の過程をはじめ、デビューに至るまでの経緯、また、デビュー後の歌謡曲歌手として自身が描くイメージと現実とのギャップに苦悩していたこと、今そしてこれから先の歌手「西田あい」として目指す方向について詳細に語った[339]。
- 5月15日、デビュー10周年記念コンサートを自身の地元鹿児島県姶良市にある姶良市文化会館（加音ホール）大ホールにて開催。正式名称は「姶良市制＆西田あいデビュー10周年記念ソーシャル・ディスタンス・コンサート」。2020年7月に予定されていたがコロナ禍により2度の延期の末に行われたコンサートで、同市の市制１０周年記念と合わせ開催された。観客は新型コロナ感染防止のため鹿児島県民限定となったが、コンサートの一部を自身の公式YouTubeサイト[319] にて無料生配信した[340]。コンサートの途中、同市の現市長である湯元敏浩より任期満了となった姶良市ふるさと大使の再任決定が報告され任命式が行われた[341][342][343][344]。
- 6月1日、本年度の「日本作曲家協会音楽祭・2021」において奨励賞の受賞が決定したことが公表された。同音楽祭は同年10月6日に開催される予定である[345][346]。
- 7月7日、デビュー11周年を迎えた。記念として7月7日から13日までの7日間にわたり毎日カバー曲の歌唱動画を配信する。配信は『西田あい Official YouTube Channel』にて21時に行われる。動画はスタジオでのライブ形式で収録。バックバンドのメンバーは山崎ふみこ[347]（Perc.）、白井アキト[348]（Pf.&Key.）、 田中晋吾[349]（Bass.）、川口千里（Dr.）、石島大輔[350]（M.Reed）、近野真一[351]（Gr.）の6名。カバー曲名は、SMILE/Nat King Cole[352]、I Want To Hold Your Hand/THE BEATLES[353]、I WISH/モーニング娘。[354]、Stand By Me /Ben E. King[355]、Day Dream Believer / THE TIMERS[356]、You are my sunshine/Jimmie Davis[357]、君の瞳に恋してる/Boys Town Gang[358] の7曲。おまけとして、サンマサンバ/山崎ふみこバンドを歌唱[359][360]。
- 7月14日、自身の誕生日であるこの日に合わせて、同年8月4日リリース予定の11枚目シングル「Smile-幸せのタネ‐」のジャケット写真を公開[361]。同時に、複数のネットニュースにてジャケット写真撮影にまつわるエピソードが掲載された[362][363]。
- 7月19日、自身がMCを担当するFMラジオ番組『iからはじまるストーリー』（bayfm）にて同年8月4日リリース予定のシングルCD『Smile-幸せのタネ-』の音源を解禁[364]。また、同音源が同FM局bayfmの番組「POWER PLAY」にて7/26 ～ 8/15までの期間、放送されることに決まった。[365]
- 7月21日、11枚目シングル「Smile-幸せのタネ‐」の音源をサブスクリプションに公開。また、同楽曲のミュージックビデオを自身のYoutube公式チャンネル『西田あい Official YouTube Channel』にて公開した[366]。同ビデオクリップは、自身で描いた231点のイラストと自身の映像を合成しアニメーションビデオとして作成された。同日の複数のネットニュースに記事として取り上げられた。[367][368][369][370]
- 7月22日、『#西田あい24時間生配信　歌でつなごう ニッポン！』と題し、7月22日19:00～7月23日19:00に渡り自身のYouTube「ニシアイチャンネル」にて24時間生配信を行なった。詳細は 同ページ #ニシアイチャンネル を参照。[371]
- 2021年10月6日、東京都北区・北とぴあ「さくらホール」にて開催された「日本作曲家協会音楽祭・２０２１」において、日本作曲家協会音楽祭・奨励賞を受賞、記念の盾が授与された。また、同ステージにて受賞曲の『幸せ日記』を歌唱した。同音楽祭はコロナ禍の影響で無観客にて行われたが、その受賞式と歌唱の模様は同年11月3日にBSテレ東にて放映された。[76][77][78][372][79]

### 2022年
- 2月17日、現所属事務所「G-STAR.PRO」とのマネジメント契約が同年2月28日に終了、同事務所を退所することが報告された。[373][374]
- 3月14日、歌手中澤卓也と現在交際中であることがネットニュースにて報道された。[375]これを受け、自身のツイッターにて約半年前から交際関係にあることをファンに向けて報告を行った。[376]
- 3月21日、FM放送局bayfmにて毎週月曜日午前4時からMCを担当し放送していた「iからはじまるストーリー」の番組が3月28日をもって終了することが同日の番組内にて報告された。放送開始は2017年4月で5年間の長期に渡る番組となった[377]。
- 3月28日、自身がMCを務めるFM放送音楽番組「iからはじまるストーリー」の最終回が放送された。5年間の放送の中で取り上げたシティポップ、スタジオミュージシャン、編曲家、作曲家などを部門ごとに設定し、同番組を通して踏襲してきたマニアックな選曲の中から自身が選んだ楽曲を紹介した。[378]
- 5月17日、Youtubeチャンネル『BoostaTV』にて生配信された「BoostaTV特番　日野美歌デビュー40周年記念！『火曜の晩は歌謡スタジオ』最終回」にゲストとして出演した。同番組は同年1月25日、3月22日を含め3回に渡り配信されたが、すべての回に出演。自身のギター弾き語りを含めて各回ごとに2曲を歌唱した。[379][380][381]
- 5月29日、自身のファンクラブを会員制のファンコミュニティ『Fanicon』に開設した。コミュニティ名は「チームあいの部屋」。[382]
- 6月22日、Youtubeチャンネル『BoostaTV』にて配信予定の新番組『THE SOUND OF TEARS 〜emotional songs for you〜』に、歌手『城南海』、『羽山みずき』と共に出演することが「BoostaTV」のTwitterアカウントにて公表された。同番組は6月29日、7月20日、8月17日の3回に渡り放送された。[383][384][385][386]

### 2023年
- 2月22日、Youtubeチャンネル『BoostaTV』にて放送された新番組『わたしに今、できること』に、歌唱と番組のナビゲート担当として出演した。同番組は歌と朗読・芝居を融合した生配信番組で、伴奏はギタリスト「lotta」とキーボード奏者「滝本成吾」が担当。今後、同シリーズ番組には自身がレギュラーとして参加する予定。同番組の第二回が3月14日に放送された。[387][388]
- 3月14日、Youtubeチャンネル『BoostaTV』にて放送された新番組「『〇〇』と。」に、映画パーソナリティの「コトブキツカサ」と共に番組の司会と進行役担当として出演した。同番組は毎回ゲストを迎えての生配信トーク番組で、3月5月7月の3回の配信を予定しており、自身はレギュラー司会者として出演する。また。番組内でエンディングの楽曲歌唱も担当する。第二回は5月23日に配信された。[389][390]
- 5月25日、同日より5月30日までの6日間に渡り、自身が制作した絵画による個展「アイのイロ展」を東京・代官山にあるギャラリー「UPSTAIRS GALLERY」[14]にて開催。アート作品の個展としては自身初となる。作品は100点以上を展示した。[391][16]　6月14日、南日本新聞に同展でのインタビュー記事が掲載された。[392][393]
- 7月8日、東京・恵比寿にあるライブハウス「アート・カフェ・フレンズ」にて「西田あいライブ＆トーク だれやめ会」と題して、フリーとして活動後、初のライブを開催した。キーボード奏者「滝本成吾」とギタリスト「河合英嗣」の演奏と共に、前半はアコースティック・ライブ、後半はファンミーティングの2部構成で実施。前日7月7日に迎えた自身のデビュー14年目幕開けの記念を兼ねたものとして、自身のオリジナル曲とカバーアルバムから選曲した楽曲を歌唱した。[394][395][396][397]
- 7月27日、かねてより交際を続けていた歌手・中澤卓也と7月26日に結婚したことをSNSで報告した。[17][18][19]
- 11月21日‐11月22日、福岡市・マリンメッセ福岡B館にて行われた塗料・塗装業界に関する展示会「2023未来創造展[398]」にて、2日間に渡り総合司会を担当した。また、出展企業のブースを巡り、出展社へのインタビュー・リポート役も務めた。[399][400]

### 2024年
- ６月13日より２週間にわたり東京・代官山で開催される「第18回 ROOTOTEチャリティーイベント[401]」において、自身が制作したトートバッグ作品を出展した[402]。同イベントはROOTOTE[403]が主催となり、同社の無地のキャンバス布で作成されたトートバッグに描くアート作品を全35組の各界の著名人が制作し展示する展示会で、18回目となる今回が初めての参加となる。制作した作品は、人間の心の中にある様々な感情を色の重なりで表現したアート作品で、作品を通して人の心の多様性を感じることで、優しさや思いやりの心に通じることを願うものである[404]。同イベントで展示された作品にて後日チャリティーオークションが開催され、令和6年能登半島地震で被災された子どもたちなどへの支援に役立てられる。
- 7月11日、自身が制作した絵画とハンドメイドアクセサリーによる個展「アイのイロ展vol.2」を東京・代官山にあるギャラリー「UPSTAIRS GALLERY」にて6日間に渡り開催。昨年に引き続き、個展としては2度目となる。[405][406][407]
- 12月30日、昨年12月30日に亡くなった歌手「八代亜紀」の一周忌に合わせ、歌手、さらに画家・アーティストとして親交のあった自身が、生前に受けたエピソードについて語ったインタビュー記事がネットニュースに掲載された。[408]

## ライブ
ここでは歌手として一般に行われる歌謡ショーやコンサート、キャンペーンイベントなどを除く、西田あい自身を特徴付けるライブイベントについて記載する。

### 西田あい歌謡コレクション
ワンマンライブ「西田あい歌謡コレクション」を定期的に開催。2019年4月までに11回を数える。昭和歌謡をこよなく愛する自身が、時代を彩った往年のヒット曲から知られざる名曲など【今、歌い継ぎたい名曲】を勝手にカバーするワンマンライブで、開始当初から、手作り感を大切にしながらスタッフと二人三脚でプロデュースを行なっている。ライブ終了後にファンクラブ「TEAM AI」のメンバーと共にファンミーティングを行う。中では次回のテーマを募ったりジャンケン大会などで交流を深めている。
- 2013年4月30日、『第1回 西田あい歌謡コレクション～初の大阪ワンマンショーきばりやんせSP!?〜』を大阪Entertainment Dining BERONICAにて開催。 [409]
- 2013年7月14日、『第2回 西田あい歌謡コレクション 生誕25周年＆デビュー3周年勝手ながら御祝させて頂きますSP!?』を、東京 Live lounge UEHARA にて開催[410]。
- 2013年10月4日、【第3回 西田あい歌謡コレクション～KOZI Mukaiとお届けする飲・食・歌・健・美の秋SP!?～】を、東京 ／汐留BLUE MOODにて開催[411]。
- 2018年5月23日、西田あい歌謡コレクションVOL.7〜お久しぶりね、大阪の女〜 を、大阪・心斎橋Music clubジャニス にて開催。  第一部：西田あいとは&大阪にちなんだ楽曲、第二部：昭和から平成へアレンジ新たに歌い継がれる名曲 をテーマに選んだ曲を歌唱した[412]。
- 2018年5月26日、西田あい歌謡コレクションVOL.8〜何からはじまるストーリー？〜 を、東京・八重洲ヒットスタジオにて開催。第一部：「水」にちなんだ楽曲、第二部：シンガーソングライターが手がけた歌謡曲 をテーマに選んだ曲を歌唱した[413]。
- 2018年10月21日、西田あい歌謡コレクションVOL.9　〜愛が足りなくて LOVE SONG～ を、大阪・京橋ベロニカにて開催[414][415]。
- 2018年11月11日、西田あい歌謡コレクションVOL.10　～愛が足りなくて １１１１(いちいち)ライブ～ を 東京・八重洲ヒットスタジオにて開催。昼、夜の2公演を行なった[416][417]。
- 2019年4月6日、西田あい歌謡コレクションVOL.11～平成最後の春爛漫、歌爛漫～ を大阪・心斎橋Music club JANUS にて開催[418][419]。
- 2019年4月20日、西田あい歌謡コレクションVOL.12～春爛漫、歌爛漫～ を、東京・八重洲ヒットスタジオにて 昼公演として開催。前半はMCを務めるFMラジオ番組「iからはじまるストーリー」から作曲家筒美京平の楽曲やギターの生伴奏にて7曲を歌唱。槇原敬之の 遠く遠くを、歌詞のイメージをもとに自身が描いた紙芝居を披露しながらアカペラで歌唱した。後半は自身のCDのカップリング曲を中心に7曲を歌唱した[420]。
- 2019年4月20日、平成最後の西田あい歌謡コレクションVOL.13～かけがえのない日々をありがとう～ を、東京・八重洲ヒットスタジオ にて 夜公演として開催。前出のVOL.12昼公演とは異なるセットリストで行った[420]。

### 『アイランド・ソングス～私の好きな 愛の唄～』リリース記念パーティ
- 2020年2月19日、東京・渋谷道玄坂にあるライブハウスduo MUSIC EXCHANGEにて、今年デビュー10周年を迎えるにあたり昨年末に発売した自身2枚目のカバーアルバム『アイランド・ソングス〜私の好きな 愛の唄〜』のリリースを記念したワンマンライブを開催。トークゲストにアルバム制作に携わったヒップホップ・ミュージシャンのSoulJa、スペシャルゲストに同じ鹿児島県出身で盟友の歌手 城南海が参加した。また、ライブのバックバンドミュージシャンとしてカバーアルバムに収録された楽曲の編曲や演奏を担当したキーボーディスト・リクオ、ギタリスト・渡辺裕太、サックス奏者・池村真理野が参加し、360人のファンの前でトークを含め約2時間半にわたり全21曲を熱唱した。本アルバムのプロデュースを担当したSoulJaとのトークコーナーではレコーディング中のエピソードを交え、アルバムのコンセプトについて語った。歌手 城南海とはアルバムに収録された『時の流れに身をまかせ（鹿児島弁Ver）』をデュエットで歌唱。また、ミュージックビデオにダンスで参加したグループと共に『コーヒールンバ』を歌唱した。さらに、自身が 振付師・濱田"Peco"美和子より指導を受けているタップダンスを披露。最後に3月発売予定の新曲『My Story』を濱田"Peco"美和子の振り付けで歌唱した[282][283][284][285][286][287][288][289][290][291][292]。

### 『日9ライブ』
2020年7月7日にデビュー10周年を迎えるにあたり、同年6月の毎週日曜日午後9時から自身のYouTubeチャンネル「ニシアイチャンネル」にて音楽ライブの生配信を行うことを5月31日に同チャンネルの動画生配信にて発表した。毎週日曜日午後9時からの音楽ライブ生配信ということから『日9ライブ』と称する。なお、ライブ生配信はYouTuber「ニシアイ」としてでなく、歌手・アーティスト「西田あい」のライブとの位置付けとしている。同年3月頃からの新型コロナ禍の外出自粛要請によって対面型のライブイベントの開催が困難な状況となり、自身の10周年記念シングルの新曲リリース時期と重なったことから、それまでに計画されていたすべての新曲リリースキャンペーン及びライブイベントの開催中止を余儀なくされることとなった。歌手として歌を届ける機会を無くし精神的に疲弊していた中、自身のYouTubeチャンネル「ニシアイチャンネル」のスタッフと共5名により、歌手「西田あい」の歌を届ける場として音楽ライブを同チャンネルにて生配信することを企画。ライブでは基本的に毎回、自身のギター弾き語りを含め新しい楽曲を3曲、前回までのライブでの既出の楽曲から1曲、最新シングル曲『My Story』の計5曲を歌唱するが、スタジオミュージシャンによる伴奏を毎週実施することが困難なことから、自身の担当マネージャーのピアノ伴奏と自身のギター伴奏によるストリート・ライブ様式の構成とした。自身のギター演奏については初心者レベル、担当マネージャーも20年ぶりのピアノ演奏という状況からの出発で、音楽ライブに必要な機材はスタッフが持ち寄り、生配信の方法についても十分な知識、経験がない中で試行錯誤しながら実施することとなった。各回ごとに必ず自身のギター弾き語りを行うことを決め、ライブ生配信の数日前よりその楽曲を予告することで逃げ道を閉ざす決意で臨んでいる。また、各回ごとに違ったテーマで趣向を凝らし、スペシャルゲストを招いてのコラボによるライブ生配信も実施する 同年12月13日の日9ライブVol.27の中で2020年最後のライブ配信Vol.29にていったん定期的な生配信を終了することを報告。自身の歌手活動において2021年に向けて新型コロナ禍以前に戻ることを想定してとの理由による。2020年12月27日、日9ライブvol.29の生配信を行い同年6月から7か月間続けてきた同ライブの幕を閉じた。
- 2020年6月7日、初回のライブ生配信を実施。担当マネージャーのピアノ伴奏により、 『Tomorrow never knows／Mr.Children 』を歌唱。続いて 自身初のギター生演奏による弾き語りで『香水／瑛人』を披露した。最後に、同マネージャーによるピアノ伴奏にて最新曲『My Story』を歌唱し、約50分の生配信を終えた。設定はスタジオライブ形式でおこなわれ、複数のカメラを切り替えての本格的なライブ配信となった[424]。
- 2020年6月14日、21時より第2回をYouTube生配信にて約60分に渡り行った。前回と同様、西田あい自身と担当マネージャーの二人が出演。自身のカバーアルバムより『コーヒールンバ』、カバー3曲『夜に駆ける/YOASOBI』、『空も飛べるはず/スピッツ』、『香水/瑛人』、自身のシングル曲『My Story』の5曲を歌唱。4曲目を除きマネージャーによるピアノ伴奏、2、3、4曲目は自身によるギター弾き語りを披露。4曲目は、前回と今回のセットリストの中からライブ視聴者によるリクエストをその場で募り、その結果をもとに弾き語りを披露した[425][426]。
- 2020年6月21日、21時よりvol.3をYouTubeにて生配信で行った。配信時間は約70分。同日が「父の日」であることから視聴者から「父の日」にまつわる話をチャットで受け取り読みあげた。西田あい自身の歌唱とギター演奏、担当マネージャーのピアノ伴奏による二人のデュオ構成で実施。カバー曲『浪漫飛行/米米CLUB』『別の人の彼女になったよ/wacci』『時の流れに身をまかせ/テレサ・テン』『夜に駆ける』/YOASOBI』と、アンコール曲として自身のシングル曲『My Story』の計5曲を歌唱。2曲目を除きマネージャーによるピアノ伴奏、2曲目は自身によるギター弾き語りを披露。3曲目は、1コーラス目を原曲、2コーラス目を自身の訳詞による鹿児島弁にて歌唱した。4曲目は、前回と今回のセットリストの中から6曲を選び、リアルタイムで行ったライブ視聴者によるリクエスト投票結果をもとに『夜に駆ける』を披露した[427]。
- 2020年6月28日、21時よりvol.4をYouTubeにて生配信で行った。『日9ライブ』の生配信の期間を当初6月中としていたが、後述の『西田あいデビュー10周年24時間生配信』にて7月以降も継続されることがアナウンスされた。配信時間は約70分。前回と同様、西田あい自身の歌唱とギター演奏、担当マネージャーのピアノ伴奏による二人のデュオ構成で実施。カバー曲『ルージュの伝言/松任谷由実』『猫/DISH//』『僕が僕であるために/尾崎豊』『夜に駆ける』/YOASOBI』と、アンコール曲『My Story/西田あい』の計5曲を歌唱。2曲目を除きマネージャーによるピアノ伴奏、また、1、2、3、4曲目ではギター伴奏も行った。2曲目は自身のギターのみの弾き語りを披露。4曲目は、前回と今回のセットリストの中から8曲を選び、リアルタイムで行ったライブ視聴者によるリクエスト投票結果をもとに披露した。リクエストを受けて歌唱した『夜に駆ける』は、第2回、第3回に引き続き3回目の歌唱となる[428]。
- 2020年7月5日、『西田あいデビュー10周年24時間生配信』の1コーナーとして『日9ライブ　番外編』を18:12より生配信を実施。自身の弾き語りによる新しいカヴァー曲を含め計5曲を歌唱。『 明日に架ける情熱 - 伊禮俊一 』は歌手としての活動開始当初から自身の精神的な支えとして全国各地でのイベントへ向かう車の中で担当マネージャーと毎回聴いていた楽曲であり、担当マネージャーからのリクエスト曲としてふたりで歌唱した。また、ライブの途中、担当マネージャーから自身への感謝と共にこれからも歌い続けることへの誓約の意を込めた感謝状がサプライズとして贈られた。セットリストは後述の表を参照[429]。
- 2020年7月12日、vol.5を生配信。7月14日に誕生日を迎えることからスタッフによるバースデーサプライズを受けた。イニシャル入りのギターストラップをプレゼントされた。セットリストは後述の表を参照[430]。
- 2020年7月19日、vol.6を生配信。テーマを「みんなで旅気分」と題し、事前にTwitterにて募集したファンからの旅、風景写真をプロジェクターによりライブスタジオの背景に映し出し、主に旅に関する楽曲を選択して歌唱した。「いい日旅立ち」歌唱中、音声トラブルがあったため歌唱し直しす場面があった。セットリストは後述の表を参照[431]。
- 2020年7月26日、vol.7を生配信。テーマを「ロック」と題し、ロック系楽曲を3曲歌唱した。セットリストは後述の表を参照[432]。
- 2020年8月2日、vol.8を生配信。テーマを「あがる歌」として、明るくなれる楽曲を選曲、歌唱した。セットリストは後述の表を参照[433]。
- 2020年8月9日、vol.9 に於いて、スペシャルゲストとして歌手の市川由紀乃を迎えライブ生配信を行った。ゲスト出演は当ライブ初となる。ライブ内では自身のギター伴奏により『ロビンソン/スピッツ』を、更に担当マネージャーによるピアノ伴奏にて『Make you happy/NiziU』をデュオの形式で歌唱。『Make you happy/NiziU』では楽曲内のラップを披露した。その他の歌唱曲については後述の表を参照[434][435][436][437]。
- 2020年8月16日、vol.10を生配信。テーマは『里帰りした気分で...』とし、コロナ禍による帰省や県を跨ぐ移動自粛の状況の中で、歌で故郷に帰省した気分になろうという趣向で選曲。「カントリー・ロード」ではギター弾き語りで初めてアルペジオを披露。プレイバック・リクエストは従来と異なり予め募集していた視聴者の中から電話によりリクエストを決定した[438]。
- 2020年8月23日、vol.11を生配信。テーマは『夏祭り気分』として浴衣姿にて歌唱した。当初、キャンプファイヤーをテーマに野外からの生配信を予定していたが、天候が安定しないことから延期。テーマを変更しスタジオからの生配信となった。選曲も夏祭りに関するセットリストに変更し、新しく3曲、プレイバック・リクエスト1曲、自身の最新曲『My Story』の計5曲を歌唱した[439]。
- 2020年8月30日、vol.12を生配信。テーマは『～外から焚き火でゆるりと～』と題して、千葉県にあるReady to Flight!NARITA校庭キャンプ場から生配信を行った。設備の関係で通例行っている電子ピアノでの担当マネージャーによる伴奏が出来ないことから、全曲とも自身によるギター弾き語りのみで、新しく1曲、既出の2曲、プレイバック・リクエスト1曲を歌唱した[440]。
- 2020年9月6日、vol.13を、スペシャルゲストとして お笑いタレントで ものまねタレントの松村邦洋を迎えて生配信を行った。松村邦洋によるビートたけしのものまねにて『浅草キッド』を西田自身のギター伴奏と共にコラボ歌唱。また視聴者からのものまねリクエストを募り、リクエスト外も含め松村自身のレパートリーから18人のモノマネを披露。さらにドラマ『スクール☆ウォーズ』の完全コピーものまねと西田の歌唱にてドラマ主題歌の「ヒーロー』のコラボレーションを行った。恒例のプレイバック・リクエストでは松村からのリクエストにより『時の流れに身をまかせ（鹿児島弁バージョン）』を歌唱した。生配信の最後に行う視聴者の名前呼びのコーナーでは自身が松村からレクチャーを受け、俳優・中尾彬のものまねで名前呼びを行った[441][442]。
- 2020年9月13日、vol.14を生配信。テーマは『洋楽に挑戦！』とし、恒例のプレイバック・リクエストと自身のオリジナル曲『My Story』を除き、洋楽3曲をギター弾き語りと担当マネージャーによるピアノ伴奏にて歌唱。視聴者からのチャットへの応答と曲間でのトークは英語を交えて行った。セットリストは後述の表を参照[443]。
- 2020年9月20日、vol.15を生配信。敬老の日の前日ということからテーマを『明日は敬老の日スペシャル！』とし、視聴者の祖父母との思い出をチャットから拾い読み、また、自身の今は亡き祖父母とのエピソードと祖父母への想いを涙とともに語りながら、テーマに沿った楽曲として『大きな古時計』、吉田山田の『日々』の2曲を歌唱。歌唱中、自身および担当マネージャーそれぞれが祖父母と一緒に撮った写真を映像として流した。新しく挑戦する曲にRin音の『snow jam』を、プレイバック・リクエストでは西田敏行の『もしもピアノが弾けたなら』、エンディングで自身のオリジナル曲『My Story』の計5曲を歌唱した[444]。
- 2020年9月27日、vol.16を生配信。テーマを『今夜はラブソング 特集』とし、愛を感じる楽曲を選曲。コロナ禍により孤独感を抱くことの多い昨今、周りの人や自身への思いやりを改めて見つめ直そうという趣旨でテーマを設定。自身の本名『愛』について、将来 多くの人の愛に恵まれ、そして多くの愛を与えられる女性になってほしいという願いを込めて両親に名付けられたというエピソードを交え、視聴者それぞれが愛する人についてチャットで応えた内容を自身の感想を込めて読み上げた。尾崎豊の『I LOVE YOU』を自身のギター弾き語りで、またHYの『366日』の2曲を歌唱。最近の曲としてオレンジスパイニクラブの『キンモクセイ』を自身のギターと担当マネージャーによるピアノ伴奏で歌唱。プレイバック・リクエストとして中島みゆきの『糸』、自身のオリジナル最新曲『My Story』の計5曲を歌唱した[445]。
- 2020年10月4日、Vol.17を生配信。テーマは『ジブリソングの名曲を披露します！』とし、スタジオジブリ作品の主題歌、挿入歌から『君をのせて』『やさしさに包まれたなら』『ルージュの伝言』『となりのトトロ』『ひこうき雲』5曲を選曲、オリジナル曲『My Story』を含め計6曲し歌唱した。『君をのせて』では、以前にニシアイチャンネルの動画ロケの移動中に遭遇したジブリ作品『天空の城ラピュタ』に登場する『竜の巣』状の雲（気象学上は『吊し雲」と称す）の写真を映像に挿み、また『となりのトトロ』では自身の郷里姶良市にある『蒲生の大楠』の前で自身の姪と甥にあたる子供たちを撮影した動画を流した。最新曲のギター弾き語りについてはジブリ作品の曲を多く歌唱するということから今回は選曲から除外した。なお、生配信開始時に配信トラブルにより数分遅れてのスタートとなった[446]。
- 2020年10月11日、Vol.18を生配信。テーマは『映画ソング特集』で、視聴者が印象に残った映画タイトルをトークに絡めながら、洋楽を含め映画主題歌を3曲歌唱。プレイバック・リクエスト『空も飛べるはず』、オリジナル曲『My Story』を含め5曲を歌唱した。セットリストは後述の表を参照[447]。
- 2020年10月18日、Vol.19を生配信。テーマは『秋のうた特集』。「秋といえば？」という問いかけに視聴者からの回答を読みながら、また視聴者から事前に応募した紅葉の写真を映像に挿みながら5曲を歌唱。セットリストは後述の表を参照[448]。
- 2020年10月25日、Vol.20を生配信。テーマは『尾崎night』とし、尾崎豊の曲を4曲歌唱。同チャンネルの登録者に10代の若者が多いことから、コロナ禍の影響を受けている10代へのメッセージとして尾崎豊を選択。MCの中で尾崎の生い立ちを交え尾崎の曲から受けた自身の想いを語りながらの歌唱となった。セットリストは後述の表を参照[449]。
- 2020年11月1日、Vol.21を生配信。テーマは『ドラマ主題歌特集』とし新旧のドラマ主題歌4曲と自身のオリジナル1曲を歌唱。視聴者からの記憶に残ったドラマについての自身の想いと、楽曲の印象を語りながら曲を紹介。また、ピアノ演奏を担当するマネージャーによるドラマ：『ラブ・ジェネレーション』のストーリーの再現を含め魅力を紹介した。『ラブ・ジェネレーション（フジTV系、1997年）』より『幸せな結末』、『高校教師（TBS系、1993年、2003年）』より『ぼくたちの失敗』、『恋はつづくよどこまでも（TBS系、2020年） 』より『I LOVE...』、『私の家政夫ナギサさん（TBS系、2020年）』より『裸の心』。セットリストの詳細は後述の表を参照[450]。
- 2020年11月8日、Vol.22を生配信。テーマは『アニソン特集』とし、アニメ主題歌4曲と自身オリジナル1曲の計5曲を歌唱。主題歌のアニメ動画をあらためて視聴した感想を交えて楽曲を紹介。またライブの美術担当として、スタッフが描いたスタジオ背景のイラストについてエピソードも紹介した。『ONE PIECE』より『memories』、『化物語』より『君の知らない物語』、『劇場版 鬼滅の刃 無限列車編』より『炎』、『風立ちぬ』より『ひこうき雲』。セットリストの詳細は後述の表を参照[451]。
- 2020年11月15日、Vol.23を生配信。同ライブ開始直前まで歌謡コンサートに生出演していた関係で、今回はテーマを決めず、だれやめ会[452] という趣向で既出の楽曲から全曲リクエストに応えて歌唱。セットリストの詳細は後述の表を参照[453]。
- 2020年11月22日、Vol.24を生配信。今回は同ライブ担当スタッフ不在のため、自身と担当マネージャー2名の計3名による小規模構成で練習部屋からのライブ生配信となった。選曲テーマは設定せず、今までのライブでのセットリストから外れた楽曲から選曲。『若者のすべて』、担当マネージャによるフジテレビ系列のドラマ『ロングバケーション』のストーリー解説を交えてドラマ主題歌の『LA・LA・LA LOVE SONG』、視聴者のリクエストにより『マリーゴールド』を歌唱した。また、今後のライブテーマを視聴者から募った。セットリストの詳細は後述の表を参照[454]。
- 2020年11月29日、Vol.25を生配信。テーマを『ともだちソング』とし、4曲と自身オリジナル1曲の計5曲を歌唱。視聴者から募った友だち・友情に関するエピソードを取り上げながら、自身の学生時代の友だちとの思い出ソングからKiroroの『Best Friend』を、また、最新曲から菅田将暉の『虹』を歌唱した。その他のセットリストは後述の表を参照[455]。
- 2020年12月6日、Vol.26を生配信。『童謡をエモく』と題して童謡・唱歌から哀愁があり、ゆったりとした趣や心に響く4曲を選曲し計5曲を歌唱。視聴者から記憶に残る童謡・唱歌の題名を募集し歌唱を交えて読み上げ紹介した。また、歌手あさみちゆきがYoutubeに投稿した唱歌『故郷（ふるさと）』の歌唱動画とのコラボとして自身のギター弾き語りで歌唱した。その他セットリストは後述の表を参照[456]。
- 2020年12月13日、Vol.27を生配信。『日9ライブで忘年会気分』をテーマとし、歌って踊れる曲を中心に計5曲を歌唱。自身のソロで『パプリカ』、担当マネージャーと二人で『UFO』、ニシアイ担当スタッフ3名と共に『恋』をダンスを交えて歌唱した。ライブの中で今後の予定を発表。次回のテーマを『クリスマス・ライブ』として午後8時からロング・バージョンで生配信すること。また、次々回の今年最後になる日9ライブをファイナルとして毎週日曜日の定期配信をいったん終了することを明らかにした。セットリストは後述の表を参照[422]。
- 2020年12月20日、Vol.28を生配信。『ひとりでもいいんだよ。ニシアイサンタがやってきた！』のテーマでクリスマス・スペシャルとして3時間の生配信を行った。ライブの配信場所を雪国のロッジに移し、暖炉を背景にサンタクロース姿で歌唱。自身の弾き語りの他にひとり4役でのアカペラ多重録音、オリジナル曲を含めて計12曲を歌唱。途中、プレゼントコーナーやクリスマスのコスチュームに扮した担当スタッフ全員によるダンスなどを盛り込み、さらに番外編として担当マネージャーがピアノ弾き語りによる3曲を披露した。セットリストは後述の表を参照[457]。
- 2020年12月27日、Vol.29を生配信。今回が同ライブの最終回となる。過去に披露した楽曲から初回生配信で歌唱した楽曲や同ライブを特徴付けた楽曲、自身の思いを伝えるのに相応しい楽曲を選び、自身オリジナル曲を含め計6曲を歌唱。約1時間50分に渡り生配信した。途中、視聴者が印象に残った楽曲・シーン・テーマ・衣装などを募って7ヶ月間のライブを振り返り、過去のライブ動画から作成したダイジェスト動画を流し24時間生配信での番外編を含め29回の各場面を回顧した。また同ライブへの自身の思いや、ニシアイチャンネルをサポートし毎週欠かさず同ライブの生配信を支えてきたスタッフに対する想いを感謝の意を込めて語った。プレイバック・リクエストでは過去に歌唱した全楽曲からリクエストを受けて一番多かった曲を歌唱した。セットリストは後述の表を参照[423]。
- 2021年6月20日、『日9ライブ番外編』を94分に渡り無料生配信した。自身のギター弾き語りでYOASOBIの「群青」と自身の楽曲「幸せ日記弾き語りver.」の2曲、ニシアイチャンネルのスタッフ2名と共に3本のギターセッションによりゆずの「友達の唄」、自身の担当マネージャーのピアノ伴奏によりYOASOBI「夜に駆ける」と自身の楽曲「My Story」の計5曲を歌唱。ライブの途中で、前年に実施した24時間生配信を本年も行うことを告知。また、昨年の日9ライブにてピアノ伴奏を担当していたマネージャーの同チャンネル担当スタッフからの脱退が報告された[169]。
- 2021年10月31日、ハロウィン祭りの同日、『日9ライブ番外編！「24時間生配信の借金返済プロジェクト！スパちゃくれないとイタズラするぞ」』と題し、午後8:00より約90分に渡って生配信を行った。自身、海外ドラマ『ペーパーハウス』の主人公『トーキョー』の仮装に扮し、また、ニシアイチャンネルのスタッフがそれぞれ仮装してのバックダンスやコーラスを交え、自身によるギター弾き語りを含めて計5曲を歌唱した。なお、テーマの「24時間生配信の借金返済」とは同年7月22日に行った24時間生配信にて発生した経費の残損額を現実かつ自虐的テーマとして表したものである。歌唱曲の詳細は後述の「日9ライブ　セットリスト」を参照[458]。

日9ライブ　セットリスト
| Volume                                                                                      | 配信日         | 配信時間 | 曲目 - アーティスト名                                                             | 備考                                                                                           |
| ------------------------------------------------------------------------------------------- | -------------- | -------- | --------------------------------------------------------------------------------- | ---------------------------------------------------------------------------------------------- |
| Vol.1                                                                                       | 2020年6月7日   | 48:50    | Tomorrow never knows - Mr.Children                                                | ピアノ伴奏：担当マネージャー                                                                   |
| Vol.1                                                                                       | 2020年6月7日   | 48:50    | 香水 - 瑛人                                                                       | 自身によるギター弾き語り                                                                       |
| Vol.1                                                                                       | 2020年6月7日   | 48:50    | My Story - 西田あい                                                               | ピアノ伴奏：担当マネージャー                                                                   |
| Vol.2                                                                                       | 2020年6月14日  | 58:30    | コーヒールンバ - 西田あい                                                         | ピアノ伴奏：担当マネージャー                                                                   |
| Vol.2                                                                                       | 2020年6月14日  | 58:30    | 夜に駆ける - YOASOBI                                                              | ギター伴奏：西田あい、ピアノ伴奏：担当マネージャー                                             |
| Vol.2                                                                                       | 2020年6月14日  | 58:30    | 空も飛べるはず - スピッツ                                                         | ギター伴奏：西田あい、ピアノ伴奏：担当マネージャー                                             |
| Vol.2                                                                                       | 2020年6月14日  | 58:30    | 香水 - 瑛人                                                                       | プレイバック・リクエスト曲。自身によるギター弾き語り                                           |
| Vol.2                                                                                       | 2020年6月14日  | 58:30    | My Story - 西田あい                                                               | アンコール曲。ピアノ伴奏：担当マネージャー                                                     |
| Vol.3                                                                                       | 2020年6月21日  | 70:35    | 浪漫飛行 - 米米CLUB                                                               | ピアノ伴奏：担当マネージャー                                                                   |
| Vol.3                                                                                       | 2020年6月21日  | 70:35    | 別の人の彼女になったよ - wacci                                                    | 自身によるギター弾き語り                                                                       |
| Vol.3                                                                                       | 2020年6月21日  | 70:35    | 時の流れに身をまかせ - テレサ・テン                                               | ピアノ伴奏：担当マネージャー                                                                   |
| Vol.3                                                                                       | 2020年6月21日  | 70:35    | 夜に駆ける - YOASOBI                                                              | プレイバック・リクエスト曲。ギター伴奏：西田あい、ピアノ伴奏：担当マネージャー                 |
| Vol.3                                                                                       | 2020年6月21日  | 70:35    | My Story - 西田あい                                                               | アンコール曲。ピアノ伴奏：担当マネージャー                                                     |
| Vol.4                                                                                       | 2020年6月28日  | 69:50    | ルージュの伝言 - 松任谷由実                                                       | ギター伴奏：西田あい、ピアノ伴奏：担当マネージャー                                             |
| Vol.4                                                                                       | 2020年6月28日  | 69:50    | 猫 - DISH//                                                                       | 自身によるギター弾き語り                                                                       |
| Vol.4                                                                                       | 2020年6月28日  | 69:50    | 僕が僕であるために - 尾崎豊                                                       | ギター伴奏：西田あい、ピアノ伴奏：担当マネージャー                                             |
| Vol.4                                                                                       | 2020年6月28日  | 69:50    | 夜に駆ける - YOASOBI                                                              | プレイバック・リクエスト曲。ギター伴奏：西田あい、ピアノ伴奏：担当マネージャー                 |
| Vol.4                                                                                       | 2020年6月28日  | 69:50    | My Story - 西田あい                                                               | アンコール曲。ピアノ伴奏：担当マネージャー                                                     |
| 番外編                                                                                      | 2020年7月5日   | 88:20    | ZOO〜愛をください〜 - 蓮井朱夏                                                    | 自身によるギター弾き語り                                                                       |
| 番外編                                                                                      | 2020年7月5日   | 88:20    | 夜に駆ける - YOASOBI                                                              | ピアノ伴奏：担当マネージャー                                                                   |
| 番外編                                                                                      | 2020年7月5日   | 88:20    | 明日に架ける情熱 - 伊禮俊一                                                       | 西田あい、担当マネージャーによるコラボ。カラオケによる伴奏                                     |
| 番外編                                                                                      | 2020年7月5日   | 88:20    | 糸 - 中島みゆき                                                                   | ピアノ伴奏：担当マネージャー                                                                   |
| 番外編                                                                                      | 2020年7月5日   | 88:20    | My Story - 西田あい                                                               | ピアノ伴奏：担当マネージャー                                                                   |
| Vol.5                                                                                       | 2020年7月12日  | 78:20    | にじいろ - 絢香                                                                   | ピアノ伴奏：担当マネージャー。途中、自身とマネージャーとの連弾あり                             |
| Vol.5                                                                                       | 2020年7月12日  | 78:20    | ZOO〜愛をください〜 - 蓮井朱夏                                                    | 自身によるギター弾き語り。2020年7月5日番外編からのリベンジ歌唱                                 |
| Vol.5                                                                                       | 2020年7月12日  | 78:20    | 僕が僕であるために - 尾崎豊                                                       | プレイバック・リクエスト曲。ギター伴奏：西田あい、ピアノ伴奏：担当マネージャー                 |
| Vol.5                                                                                       | 2020年7月12日  | 78:20    | 香水 - 瑛人                                                                       | 自身によるギター弾き語り                                                                       |
| Vol.5                                                                                       | 2020年7月12日  | 78:20    | Happy Birthday to you                                                             | バースデーサプライズ。ピアノ演奏：担当マネージャー。および自身によるギター弾き語り             |
| Vol.5                                                                                       | 2020年7月12日  | 78:20    | My Story - 西田あい                                                               | ピアノ伴奏：担当マネージャー                                                                   |
| Vol.6                                                                                       | 2020年7月19日  | 78:05    | ぼくらが旅に出る理由 - 小沢健二                                                   | 自身によるギター弾き語り                                                                       |
| Vol.6                                                                                       | 2020年7月19日  | 78:05    | いい日旅立ち - 山口百恵                                                           | ピアノ伴奏：担当マネージャー (途中、音声トラブルがあり、再度歌い直し）                         |
| Vol.6                                                                                       | 2020年7月19日  | 78:05    | 裸の心 - あいみょん                                                               | ギター伴奏：西田あい、ピアノ伴奏：担当マネージャー                                             |
| Vol.6                                                                                       | 2020年7月19日  | 78:05    | 浪漫飛行 - 米米CLUB                                                               | プレイバック・リクエスト曲。ピアノ伴奏：担当マネージャー                                       |
| Vol.6                                                                                       | 2020年7月19日  | 78:05    | My Story - 西田あい                                                               | ピアノ伴奏：担当マネージャー                                                                   |
| Vol.7                                                                                       | 2020年7月26日  | 67:10    | GLAMOROUS SKY - 中島美嘉                                                          | 自身によるギター弾き語り                                                                       |
| Vol.7                                                                                       | 2020年7月26日  | 67:10    | Bad guy - Billie Eilish                                                           | カラオケによる伴奏                                                                             |
| Vol.7                                                                                       | 2020年7月26日  | 67:10    | 東京ららばい - 中原理恵                                                           | ピアノ伴奏：担当マネージャー                                                                   |
| Vol.7                                                                                       | 2020年7月26日  | 67:10    | 裸の心 - あいみょん                                                               | プレイバック・リクエスト曲。ギター伴奏：西田あい、ピアノ伴奏：担当マネージャー                 |
| Vol.7                                                                                       | 2020年7月26日  | 67:10    | My Story - 西田あい                                                               | ピアノ伴奏：担当マネージャー                                                                   |
| Vol.8                                                                                       | 2020年8月2日   | 67:40    | ラブリー - 小沢健二                                                               | ギター伴奏：西田あい、ピアノ伴奏：担当マネージャー                                             |
| Vol.8                                                                                       | 2020年8月2日   | 67:40    | 神様の宝石でできた島 - THE BOOM                                                   | ピアノ伴奏：担当マネージャー                                                                   |
| Vol.8                                                                                       | 2020年8月2日   | 67:40    | ハルジオン - YOASOBI                                                              | ピアノ伴奏：担当マネージャー                                                                   |
| Vol.8                                                                                       | 2020年8月2日   | 67:40    | にじいろ - 絢香                                                                   | プレイバック・リクエスト曲。ピアノ伴奏：担当マネージャー。途中、自身とマネージャーとの連弾あり |
| Vol.8                                                                                       | 2020年8月2日   | 67:40    | My Story - 西田あい                                                               | ピアノ伴奏：担当マネージャー                                                                   |
| Vol.9                                                                                       | 2020年8月9日   | 80:55    | ハルジオン - YOASOBI                                                              | ピアノ伴奏：担当マネージャー                                                                   |
| Vol.9                                                                                       | 2020年8月9日   | 80:55    | ロビンソン - スピッツ                                                             | 市川由紀乃とのデュオ、ギター伴奏：西田あい                                                     |
| Vol.9                                                                                       | 2020年8月9日   | 80:55    | Make you happy - NiziU                                                            | 市川由紀乃とのデュオ、ピアノ伴奏：担当マネージャー                                             |
| Vol.9                                                                                       | 2020年8月9日   | 80:55    | 裸の心 - あいみょん                                                               | プレイバック・リクエスト曲。ギター伴奏：西田あい、ピアノ伴奏：担当マネージャー                 |
| Vol.9                                                                                       | 2020年8月9日   | 80:55    | My Story - 西田あい                                                               | ピアノ伴奏：担当マネージャー                                                                   |
| Vol.10                                                                                      | 2020年8月16日  | 79:05    | カントリー・ロード - ジョン・デンバー、本名陽子                                   | 自身によるギター弾き語り                                                                       |
| Vol.10                                                                                      | 2020年8月16日  | 79:05    | 島人ぬ宝 - BEGIN                                                                  | ギター伴奏：西田あい、ピアノ伴奏：担当マネージャー                                             |
| Vol.10                                                                                      | 2020年8月16日  | 79:05    | 花に亡霊 - ヨルシカ                                                               | ピアノ伴奏：担当マネージャー                                                                   |
| Vol.10                                                                                      | 2020年8月16日  | 79:05    | 神様の宝石でできた島 - THE BOOM                                                   | プレイバック・リクエスト曲。ピアノ伴奏：担当マネージャー                                       |
| Vol.10                                                                                      | 2020年8月16日  | 79:05    | My Story - 西田あい                                                               | ピアノ伴奏：担当マネージャー                                                                   |
| Vol.11                                                                                      | 2020年8月23日  | 71:30    | A Perfect Sky - BONNIE PINK                                                       | ピアノ伴奏：担当マネージャー                                                                   |
| Vol.11                                                                                      | 2020年8月23日  | 71:30    | secret base～君がくれたもの～ - ZONE                                              | 自身によるギター弾き語り                                                                       |
| Vol.11                                                                                      | 2020年8月23日  | 71:30    | 打上花火 - DAOKO×米津玄師                                                         | ピアノ伴奏：担当マネージャー                                                                   |
| Vol.11                                                                                      | 2020年8月23日  | 71:30    | ハルジオン - YOASOBI                                                              | プレイバック・リクエスト曲。ピアノ伴奏：担当マネージャー                                       |
| Vol.11                                                                                      | 2020年8月23日  | 71:30    | My Story - 西田あい                                                               | ピアノ伴奏：担当マネージャー                                                                   |
| Vol.12                                                                                      | 2020年8月30日  | 53:01    | 真夏の果実 - サザンオールスターズ                                                 | 自身によるギター弾き語り                                                                       |
| Vol.12                                                                                      | 2020年8月30日  | 53:01    | 香水 - 瑛人                                                                       | 自身によるギター弾き語り                                                                       |
| Vol.12                                                                                      | 2020年8月30日  | 53:01    | 花に亡霊 - ヨルシカ                                                               | プレイバック・リクエスト曲。自身によるギター弾き語り                                           |
| Vol.12                                                                                      | 2020年8月30日  | 53:01    | 島人ぬ宝 - BEGIN                                                                  | 自身によるギター弾き語り                                                                       |
| vol.13                                                                                      | 2020年9月6日   | 73:15    | もしもピアノが弾けたなら -西田敏行                                                | ピアノ伴奏：担当マネージャー                                                                   |
| vol.13                                                                                      | 2020年9月6日   | 73:15    | 浅草キッド - ビートたけし                                                         | 松村邦洋とコラボ、ギター伴奏：西田あい                                                         |
| vol.13                                                                                      | 2020年9月6日   | 73:15    | ヒーロー HOLDING OUT FOR A HERO - 麻倉未稀                                        | 松村邦洋とコラボ、ピアノ伴奏：担当マネージャー                                                 |
| vol.13                                                                                      | 2020年9月6日   | 73:15    | 時の流れに身をまかせ(鹿児島弁ver) - 西田あい                                      | 松村邦洋からのプレイバック・リクエスト曲。ピアノ伴奏：担当マネージャー                         |
| vol.13                                                                                      | 2020年9月6日   | 73:15    | My Story - 西田あい                                                               | ピアノ伴奏：担当マネージャー                                                                   |
| vol.14                                                                                      | 2020年9月13日  | 72:40    | STAND BY ME - Ben.E.KING                                                          | Vocal & Guitar : Ai Nishida Keyboard : Eri Yukawa(MGR)                                         |
| vol.14                                                                                      | 2020年9月13日  | 72:40    | Desperado - Eagles                                                                | Vocal : Ai Nishida Keyboard : Eri Yukawa(MGR)                                                  |
| vol.14                                                                                      | 2020年9月13日  | 72:40    | Bad day - Daniel Powter                                                           | Vocal & Guitar : Ai Nishida Keyboard : Eri Yukawa(MGR)                                         |
| vol.14                                                                                      | 2020年9月13日  | 72:40    | tomorrow never knows - Mr.Children                                                | (Playback Request) Vocal : Ai Nishida Keyboard : Eri Yukawa(MGR)                               |
| vol.14                                                                                      | 2020年9月13日  | 72:40    | My Story - Ai Nishda                                                              | Vocal : Ai Nishida Keyboard : Eri Yukawa(MGR)                                                  |
| vol.15                                                                                      | 2020年9月20日  | 73:05    | 大きな古時計 - 立川澄人                                                           | ギター伴奏：西田あい、ピアノ伴奏：担当マネージャー                                             |
| vol.15                                                                                      | 2020年9月20日  | 73:05    | 日々 ‐ 吉田山田                                                                   | ギター伴奏：西田あい、ピアノ伴奏：担当マネージャー                                             |
| vol.15                                                                                      | 2020年9月20日  | 73:05    | snow jam ‐ Rin音                                                                  | ピアノ伴奏：担当マネージャー                                                                   |
| vol.15                                                                                      | 2020年9月20日  | 73:05    | もしもピアノが弾けたなら -西田敏行                                                | プレイバック・リクエスト曲。ピアノ伴奏：担当マネージャー                                       |
| vol.15                                                                                      | 2020年9月20日  | 73:05    | My Story ‐ 西田あい                                                               | ピアノ伴奏：担当マネージャー                                                                   |
| vol.16                                                                                      | 2020年9月27日  | 69:15    | I LOVE YOU - 尾崎豊                                                               | 自身によるギター弾き語り                                                                       |
| vol.16                                                                                      | 2020年9月27日  | 69:15    | 366日 - HY                                                                        | ピアノ伴奏：担当マネージャー                                                                   |
| vol.16                                                                                      | 2020年9月27日  | 69:15    | キンモクセイ - オレンジスパイニクラブ                                             | ギター伴奏：西田あい、ピアノ伴奏：担当マネージャー                                             |
| vol.16                                                                                      | 2020年9月27日  | 69:15    | 糸 - 中島みゆき                                                                   | プレイバック・リクエスト曲。ピアノ伴奏：担当マネージャー                                       |
| vol.16                                                                                      | 2020年9月27日  | 69:15    | My Story ‐ 西田あい                                                               | ピアノ伴奏：担当マネージャー                                                                   |
| vol.17                                                                                      | 2020年10月4日  | 65:19    | 「天空の城ラピュタ」より 君をのせて - 井上あずみ                                  | ピアノ伴奏：担当マネージャー                                                                   |
| vol.17                                                                                      | 2020年10月4日  | 65:19    | 「魔女の宅急便」より2曲メドレー やさしさに包まれたなら、ルージュの伝言 - 荒井由実 | ギター伴奏：西田あい、ピアノ伴奏：担当マネージャー                                             |
| vol.17                                                                                      | 2020年10月4日  | 65:19    | 「となりのトトロ」より となりのトトロ - 井上あずみ                                | ピアノ伴奏：担当マネージャー                                                                   |
| vol.17                                                                                      | 2020年10月4日  | 65:19    | 「風立ちぬ」より ひこうき雲 - 荒井由実                                            | プレイバック・リクエスト曲。ピアノ伴奏：担当マネージャー                                       |
| vol.17                                                                                      | 2020年10月4日  | 65:19    | My Story ‐ 西田あい                                                               | ピアノ伴奏：担当マネージャー                                                                   |
| vol.18                                                                                      | 2020年10月11日 | 69:20    | I Don't Want to Miss a Thing - エアロスミス                                       | ピアノ伴奏：担当マネージャー                                                                   |
| vol.18                                                                                      | 2020年10月11日 | 69:20    | 115万キロのフィルム - official髭男dism                                            | ピアノ伴奏：担当マネージャー                                                                   |
| vol.18                                                                                      | 2020年10月11日 | 69:20    | 前前前世 - RADWIMPS                                                               | 自身によるギター弾き語り                                                                       |
| vol.18                                                                                      | 2020年10月11日 | 69:20    | 空も飛べるはず - スピッツ                                                         | プレイバック・リクエスト曲。ギター伴奏：西田あい、ピアノ伴奏：担当マネージャー                 |
| vol.18                                                                                      | 2020年10月11日 | 69:20    | My Story - 西田あい                                                               | ピアノ伴奏：担当マネージャー                                                                   |
| vol.19                                                                                      | 2020年10月18日 | 70:10    | 秋桜 - 山口百恵                                                                   | ピアノ伴奏：担当マネージャー                                                                   |
| vol.19                                                                                      | 2020年10月18日 | 70:10    | 楓 - スピッツ                                                                     | ギター伴奏：西田あい、ピアノ伴奏：担当マネージャー                                             |
| vol.19                                                                                      | 2020年10月18日 | 70:10    | 夜行 - ヨルシカ                                                                   | 自身によるギター弾き語り                                                                       |
| vol.19                                                                                      | 2020年10月18日 | 70:10    | キンモクセイ - オレンジスパイニクラブ                                             | プレイバック・リクエスト曲。ギター伴奏：西田あい、ピアノ伴奏：担当マネージャー                 |
| vol.19                                                                                      | 2020年10月18日 | 70:10    | My Story - 西田あい                                                               | ピアノ伴奏：担当マネージャー                                                                   |
| vol.20                                                                                      | 2020年10月25日 | 79:05    | 15の夜 - 尾崎豊                                                                   | 自身によるギター弾き語り                                                                       |
| vol.20                                                                                      | 2020年10月25日 | 79:05    | 街の風景 - 尾崎豊                                                                 | ピアノ伴奏：担当マネージャー                                                                   |
| vol.20                                                                                      | 2020年10月25日 | 79:05    | Forget-me-not - 尾崎豊                                                            | ピアノ伴奏：担当マネージャー                                                                   |
| vol.20                                                                                      | 2020年10月25日 | 79:05    | I LOVE YOU - 尾崎豊                                                               | プレイバック・リクエスト曲。ギター伴奏：西田あい、ピアノ伴奏：担当マネージャー                 |
| vol.20                                                                                      | 2020年10月25日 | 79:05    | My Story - 西田あい                                                               | ピアノ伴奏：担当マネージャー                                                                   |
| vol.21                                                                                      | 2020年11月1日  | 80:14    | 幸せな結末 - 大瀧詠一                                                             | ギター伴奏：西田あい、ピアノ伴奏：担当マネージャー                                             |
| vol.21                                                                                      | 2020年11月1日  | 80:14    | ぼくたちの失敗 - 森田童子                                                         | ピアノ伴奏：担当マネージャー                                                                   |
| vol.21                                                                                      | 2020年11月1日  | 80:14    | LOVE... - Official髭男dism                                                        | ピアノ伴奏：担当マネージャー                                                                   |
| vol.21                                                                                      | 2020年11月1日  | 80:14    | 裸の心 - あいみょん                                                               | プレイバック・リクエスト曲。ギター伴奏：西田あい、ピアノ伴奏：担当マネージャー                 |
| vol.21                                                                                      | 2020年11月1日  | 80:14    | My Story - 西田あい                                                               | ピアノ伴奏：担当マネージャー                                                                   |
| vol.22                                                                                      | 2020年11月8日  | 79:10    | memories - 大槻マキ                                                               | 自身によるギター弾き語り                                                                       |
| vol.22                                                                                      | 2020年11月8日  | 79:10    | 君の知らない物語 - supercell                                                      | ピアノ伴奏：担当マネージャー                                                                   |
| vol.22                                                                                      | 2020年11月8日  | 79:10    | 炎 - LiSA                                                                         | ピアノ伴奏：担当マネージャー                                                                   |
| vol.22                                                                                      | 2020年11月8日  | 79:10    | ひこうき雲 - 荒井由実                                                             | プレイバック・リクエスト曲。ピアノ伴奏：担当マネージャー                                       |
| vol.22                                                                                      | 2020年11月8日  | 79:10    | My Story - 西田あい                                                               | ピアノ伴奏：担当マネージャー                                                                   |
| vol.23                                                                                      | 2020年11月15日 | 58:15    | 夜に駆ける - YOASOBI                                                              | ピアノ伴奏：担当マネージャー                                                                   |
| vol.23                                                                                      | 2020年11月15日 | 58:15    | 島人ぬ宝 - BEGIN                                                                  | ギター伴奏：西田あい、ピアノ伴奏：担当マネージャー                                             |
| vol.23                                                                                      | 2020年11月15日 | 58:15    | ラブリー - 小沢健二                                                               | ギター伴奏：西田あい、ピアノ伴奏：担当マネージャー                                             |
| vol.23                                                                                      | 2020年11月15日 | 58:15    | My Story - 西田あい                                                               | ピアノ伴奏：担当マネージャー                                                                   |
| vol.24                                                                                      | 2020年11月22日 | 64:35    | 若者のすべて - フジファブリック                                                   | 自身によるギター弾き語り                                                                       |
| vol.24                                                                                      | 2020年11月22日 | 64:35    | LA・LA・LA LOVE SONG - 久保田利伸                                                 | ピアノ伴奏：担当マネージャー                                                                   |
| vol.24                                                                                      | 2020年11月22日 | 64:35    | マリーゴールド - あいみょん                                                       | 自身によるギター弾き語り                                                                       |
| vol.24                                                                                      | 2020年11月22日 | 64:35    | My Story - 西田あい                                                               | ピアノ伴奏：担当マネージャー                                                                   |
| vol.25                                                                                      | 2020年11月29日 | 66:16    | Hello,my friend - 松任谷由実                                                      | ギター伴奏：西田あい、電子ピアノ伴奏：担当マネージャー                                         |
| vol.25                                                                                      | 2020年11月29日 | 66:16    | Best Friend - Kiroro                                                              | ピアノ伴奏：担当マネージャー                                                                   |
| vol.25                                                                                      | 2020年11月29日 | 66:16    | 虹 - 菅田将暉                                                                     | ピアノ伴奏：担当マネージャー                                                                   |
| vol.25                                                                                      | 2020年11月29日 | 66:16    | secret base～君がくれたもの～ - ZONE                                              | プレイバック・リクエスト曲。自身によるギター弾き語り                                           |
| vol.25                                                                                      | 2020年11月29日 | 66:16    | My Story - 西田あい                                                               | ピアノ伴奏：担当マネージャー                                                                   |
| vol.26                                                                                      | 2020年12月6日  | 53:35    | この道 - 童謡                                                                     | ピアノ伴奏：担当マネージャー                                                                   |
| vol.26                                                                                      | 2020年12月6日  | 53:35    | 一円玉の旅がらす- 晴山さおり                                                      | 自身によるギター弾き語り                                                                       |
| vol.26                                                                                      | 2020年12月6日  | 53:35    | 故郷（ふるさと） - 唱歌                                                           | あさみちゆきのYoutube歌唱動画とコラボ。自身によるギター弾き語り                                |
| vol.26                                                                                      | 2020年12月6日  | 53:35    | おもいでのアルバム - かおりくみこ、他                                             | ギター伴奏：西田あい、ピアノ伴奏：担当マネージャー                                             |
| vol.26                                                                                      | 2020年12月6日  | 53:35    | My Story - 西田あい                                                               | ピアノ伴奏：担当マネージャー                                                                   |
| vol.27                                                                                      | 2020年12月13日 | 73:16    | パプリカ - Foorin                                                                 | ピアノ伴奏：担当マネージャー、ソロでダンスと歌唱                                               |
| vol.27                                                                                      | 2020年12月13日 | 73:16    | UFO - ピンク・レディー                                                            | カラオケを伴奏に担当マネージャーとデュオでダンスと歌唱                                         |
| vol.27                                                                                      | 2020年12月13日 | 73:16    | 恋 - 星野源                                                                       | カラオケを伴奏にニシアイチャンネル担当スタッフとダンスと歌唱                                   |
| vol.27                                                                                      | 2020年12月13日 | 73:16    | 浪漫飛行 - 米米CLUB                                                               | プレイバック・リクエスト曲。ピアノ伴奏：担当マネージャー                                       |
| vol.27                                                                                      | 2020年12月13日 | 73:16    | My Story - 西田あい                                                               | ピアノ伴奏：担当マネージャー                                                                   |
| vol.28                                                                                      | 2020年12月20日 | 187:10   | 星に願いを - クリフ・エドワーズ                                                   | 自身によるギター弾き語り                                                                       |
| vol.28                                                                                      | 2020年12月20日 | 187:10   | 赤鼻のトナカイ - ジーン・オートリ―                                                | ギター伴奏：西田あい、ピアノ伴奏：担当マネージャー                                             |
| vol.28                                                                                      | 2020年12月20日 | 187:10   | きよしこの夜 - 讃美歌                                                             | 自身によるギター弾き語り                                                                       |
| vol.28                                                                                      | 2020年12月20日 | 187:10   | サンタが街にやってくる - ジョージ・ホール                                         | ギター伴奏：西田あい、ピアノ伴奏：担当マネージャー                                             |
| vol.28                                                                                      | 2020年12月20日 | 187:10   | 恋人たちのクリスマス - マライア・キャリー                                         | 英語の歌詞で歌唱。ピアノ伴奏：担当マネージャー                                                 |
| vol.28                                                                                      | 2020年12月20日 | 187:10   | Silent - SEKAI NO OWARI                                                           | ギター伴奏：西田あい、ピアノ伴奏：担当マネージャー                                             |
| vol.28                                                                                      | 2020年12月20日 | 187:10   | Happy Xmas(War Is Over) - John Lennon                                             | ギター伴奏：西田あい、ピアノ伴奏：担当マネージャー                                             |
| vol.28                                                                                      | 2020年12月20日 | 187:10   | ホワイト・クリスマス - ビング・クロスビー                                         | ボーカル＋男声を含むコーラス3名のひとり4役のアカペラで多重録音                                 |
| vol.28                                                                                      | 2020年12月20日 | 187:10   | 恋 - 星野源                                                                       | カラオケを伴奏にニシアイチャンネル担当スタッフとダンスと歌唱                                   |
| vol.28                                                                                      | 2020年12月20日 | 187:10   | あなたに逢いたくて - 松田聖子                                                     | 視聴者の名前入りで歌唱。ピアノ伴奏：担当マネージャー                                           |
| vol.28                                                                                      | 2020年12月20日 | 187:10   | チキンライス - 浜田雅功と槇原敬之                                                 | ピアノ伴奏：担当マネージャー                                                                   |
| vol.28                                                                                      | 2020年12月20日 | 187:10   | My Story - 西田あい                                                               | ピアノ伴奏：担当マネージャー                                                                   |
| vol.28                                                                                      | 2020年12月20日 | 187:10   | 星に願いを - クリフ・エドワーズ                                                   | 番外編：担当マネージャーによるピアノ弾き語り                                                   |
| vol.28                                                                                      | 2020年12月20日 | 187:10   | ひだまりの詩 - ル・クプル                                                         | 番外編：担当マネージャーによるピアノ弾き語り                                                   |
| vol.28                                                                                      | 2020年12月20日 | 187:10   | 夜空ノムコウ - SMAP                                                               | 番外編：担当マネージャー：ピアノ弾き語り、コーラス：西田あい                                   |
| vol.29                                                                                      | 2020年12月27日 | 111:20   | Tomorrow never knows - Mr.Children                                                | ピアノ伴奏：担当マネージャー                                                                   |
| vol.29                                                                                      | 2020年12月27日 | 111:20   | 香水 - 瑛人                                                                       | 自身によるギター弾き語り                                                                       |
| vol.29                                                                                      | 2020年12月27日 | 111:20   | 夜に駆ける - YOASOBI                                                              | ピアノ伴奏：担当マネージャー                                                                   |
| vol.29                                                                                      | 2020年12月27日 | 111:20   | 僕が僕であるために - 尾崎豊                                                       | ギター伴奏：西田あい、ピアノ伴奏：担当マネージャー                                             |
| vol.29                                                                                      | 2020年12月27日 | 111:20   | 島人ぬ宝 - BEGIN                                                                  | プレイバック・リクエスト曲。ギター伴奏：西田あい、ピアノ伴奏：担当マネージャー                 |
| vol.29                                                                                      | 2020年12月27日 | 111:20   | My Story - 西田あい                                                               | ピアノ伴奏：担当マネージャー                                                                   |
| 日9ライブ番外編                                                                             | 2021年6月20日  | 94:03    | 群青 - YOASOBI                                                                    | 自身によるギター弾き語り                                                                       |
| 日9ライブ番外編                                                                             | 2021年6月20日  | 94:03    | 友達の唄 - ゆず                                                                   | ギター伴奏：西田あい、担当スタッフ2名によるセッション                                          |
| 日9ライブ番外編                                                                             | 2021年6月20日  | 94:03    | 幸せ日記 弾き語りver. - 西田あい                                                  | 自身によるギター弾き語り                                                                       |
| 日9ライブ番外編                                                                             | 2021年6月20日  | 94:03    | 夜に駆ける - YOASOBI                                                              | ピアノ伴奏：担当マネージャー                                                                   |
| 日9ライブ番外編                                                                             | 2021年6月20日  | 94:03    | My Story - 西田あい                                                               | ピアノ伴奏：担当マネージャー                                                                   |
| 日9ライブ番外編！ 「24時間生配信の借金返済プロジェクト！ スパちゃくれないとイタズラするぞ」 | 2021年10月31日 | 86:04    | Crazy Party Night 〜ぱんぷきんの逆襲〜 - きゃりーぱみゅぱみゅ                     | 担当スタッフのダンスと歌唱                                                                     |
| 日9ライブ番外編！ 「24時間生配信の借金返済プロジェクト！ スパちゃくれないとイタズラするぞ」 | 2021年10月31日 | 86:04    | 秋桜 - 山口百恵                                                                   | カラオケを伴奏に歌唱                                                                           |
| 日9ライブ番外編！ 「24時間生配信の借金返済プロジェクト！ スパちゃくれないとイタズラするぞ」 | 2021年10月31日 | 86:04    | 楓 - スピッツ                                                                     | 自身によるギター弾き語り                                                                       |
| 日9ライブ番外編！ 「24時間生配信の借金返済プロジェクト！ スパちゃくれないとイタズラするぞ」 | 2021年10月31日 | 86:04    | ラブレター - YOASOBI                                                              | 担当スタッフのエアーバンド、コーラスと共に歌唱                                                 |
| 日9ライブ番外編！ 「24時間生配信の借金返済プロジェクト！ スパちゃくれないとイタズラするぞ」 | 2021年10月31日 | 86:04    | Smile-幸せのタネ- - 西田あい                                                      | 担当スタッフのコーラスと共に歌唱                                                               |

### 『西田あいデビュー10周年24時間生配信』
2020年7月4日19:00から同年7月5日19:40にかけて、自身の公式YouTubeチャンネル『ニシアイチャンネル』にて、24時間40分に渡り動画生配信を実施した。副題は『「あいは無休で歌う」〜24時間100曲チャレンジ〜』とし、時間内で 100曲を歌うことに挑戦した。新型コロナウイルスの自粛要請により、当初計画されていたデビュー10周年記念コンサートや新曲リリースキャンペーンなどが 尽く中止となり、自身 歌う機会を奪われ精神的に疲弊していた中で、前出の『ニシアイチャンネル』をサポートするスタッフと共に5名で当企画を立案。その後、所属の事務所、レコード会社の賛同を得て実現することが出来た。さらに多彩なゲストの協力を得て、演歌歌謡界の歌手としては前代未聞の一大プロジェクトを成功させた。開始1時間後より「スペシャル・ライブ」と称して、生バンド演奏によるライブを開催。 さらにライブの打ち上げ、女子会、ゲストとのライブ、カラオケリクエストなど、多彩なプログラムにより構成された。  
- 7月4日 20:00-22:26 スペシャル・ライブを開催。コンサートホールでのデビュー10周年記念ライブを計画するも、同年3月に発生した新型コロナウィルスによるライブ自粛の影響を受けて実施出来なかったライブの代わりにスペシャル・ライブとして無料生配信した。会場は 都内のネット配信が可能なライブスタジオで行われた。 スペシャルゲストとして 純烈を迎え、ビデオレターにて徳光和夫、テレビ電話形式で八代亜紀が登場した。演奏を担当したバンド「西田あいスペシャルバンド」のメンバーはDrums:Takashi Sasaki、Bass:Jun Ishimura、Gt:Yuta Watanabe、Pf:Kozi Mukai の4名で構成。ライブの内容は、開幕の開始より、自身のシングル曲のミュージック・ビデオを最新の曲からデビュー曲までを回想する形で遡り、その後 デビュー初日のステージのライブ映像を加え構成されたオープニング映像が流れた。外出自粛の中で自身が作成した、ひとり4役のアカペラにて最新曲「My Story」を歌唱した映像を導入としてライブを開始。最新曲から始まり、オリジナル曲、デビューから最新のオリジナル9曲によるメドレー、カバー曲、リモート編集による合唱、笠置シヅ子のブギウギメドレー、ゲスト純烈とのコラボ、徳光和夫からのリクエストで都はるみの「東京セレナーデ」、八代亜紀のリクエストから八代のオリジナル曲「花（ブーケ）束」、自身によるギター弾き語り、バンドとのギターセッション、など全25曲（同一曲含まず）を歌唱した[472][473]。

### 『＃西田あい24時間生配信 歌でつなごう ニッポン！』
2021年7月22日19:00から同年7月23日19:25にかけて、『#西田あい24時間生配信　歌でつなごう ニッポン！』と題し、自身のYouTube「ニシアイチャンネル」にて24時間生配信を行なった。その生配信にて５つのライブセッションを企画し実施した。以下に各ライブセッションの詳細を記す。
- 7月22日19:30～20:50、1時間20分に渡りオープニングライブを実施。ニシアイチャンネルの新人スタッフによるピアノ伴奏と自身によるギター伴奏およびボーカルの構成で、ふたりの共通の話題であるアニメ作品『新世紀エヴァンゲリオン』から『残酷な天使のテーゼ』『魂のルフラン』『Komm,susser Tod』『次回予告テーマ』『Beautiful World』の5曲を歌唱した。[174]
- 7月23日9:10～11:10、2時間に渡って「上質空間」と題して、シンガーソングライターの花海とライブセッションを実施。2部形式として第1部は童謡・唱歌を中心に、第2部は二人で選曲した楽曲を披露した。第1部のセットリストは『故郷（ふるさと）』『大きな古時計』『ともだちになるために』『赤とんぼ』『Believe/ビリーブ』『思い出のアルバム』、第2部では『This Love / MAROON5』『シャロウ 〜『アリー/ スター誕生』 愛のうた』『Closer/The Chainsmokers』『LOVE LOVE LOVE/DREAMS COME TRUE』『うめぼし/花海』『Smile-幸せのタネ-/西田あい』を歌唱した。[175]
- 7月23日13:00～14:00、「ライブセッションPart1」として、ネオソウル・ギターデュオ「SOUL GAUGE」のメンバーでギタリストの磯貝一樹とのツインギターでのライブセッションを行った。『幸せ日記/西田あい』『Bad Day/Daniel Powter』『22才の別れ/かぐや姫』『Smile-幸せのタネ-（磯貝一樹アレンジ：ギター弾き語りVer）/西田あい』の4曲を歌唱した。[177]
- 7月23日15:00～16:00、「ライブセッションPart2」として、シンガーソングライター曽根由希江のピアノ伴奏にて、ツインボーカルのライブセッションを行った。『少年時代/井上陽水』『夢は夜ひらく/藤圭子』『青/曽根由希江』『丸の内サディスティック』の4曲を歌唱した。[177]
- 7月23日17:20～19:20、「ファイナルライブ」として、二胡演奏家・作曲家で日本二胡学院院長の楊興新、歌手の城南海、バンド「SPEED OF LIGHTS」のメンバーでピアニストの長崎祥子をゲストに迎えてライブセッションを実施した。途中、自身のオリジナル曲『幸せ日記』『Smile-幸せのタネ-』を編曲したYANAGIMANがトークに参加した。盟友である城南海と『時の流れに身をまかせ（鹿児島弁Ver.）/西田あい』『コーヒールンバ/西田あい（アルバムVer)』を歌唱。二胡奏者の楊興新により『アメイジンググレイス』『月の砂漠』を独奏。楊興新の二胡と長崎祥子のピアノ伴奏にて『見上げてごらん夜の星を』を城南海・西田あいの二人で歌唱。長崎祥子のピアノ伴奏、自身のギター伴奏にて『ドライフラワー/優里』を城南海・西田あいの二人で歌唱した。また、長崎祥子のピアノ伴奏、城南海の三味線、自身による島太鼓チヂン演奏で『島のブルース』を歌唱した。更に長崎祥子のピアノ伴奏と自身のギター伴奏で城南海と共に『薩摩めぐり/西田あい』を歌唱した。最後に、各県の特派員が撮影した動画を集めた青空を背景に『Smile-幸せのタネ-/西田あい』を歌唱して『＃西田あい24時間生配信』を締め括った。[178]

## 出演

### テレビ

#### レギュラー番組
現在
過去
- 徳光和夫の名曲にっぽん　昭和歌謡人（2014年10月15日 - 2015年4月1日、BSジャパン） - 司会
- 歌え!昭和のベストテン（2016年10月8日 - 2018年3月31日、BS日テレ） - MC[474]

#### ゲスト出演

##### NHK
うたコン（NHK総合）
1. 2016年5月31日（NHK大阪ホール）[注 3]
2. 2016年7月12日『ビキニスタイルのお嬢さん』（山内惠介とデュエット）
3. 2016年10月18日『お座敷小唄』（マヒナスターズと共演）
4. 2016年11月15日『ゲイシャ・ワルツ』（川野夏美、岩佐美咲、工藤あやのと共演）、『三味線ブギウギ』（市川由紀乃、川野夏美、森山愛子、岩佐美咲、工藤あやのと共演）
5. 2017年4月11日『ハイそれまでョ』（三山ひろしと）、『スーダラ節』（天童よしみ・つるの剛士・三山ひろし・純烈・コロッケと）「熱演！植木等スーダラ名曲集」の劇中出演
6. 2017年6月13日『花嫁』（椎名佐千子とデュオ）
7. 2017年7月4日 うたコン名物 ムード歌謡ミュージカル『東京ナイト・クラブ』（石丸幹二とデュオ）、『別れても好きな人』（共演者全員）
8. 2017年11月7日『恋しているんだもん』、『人生いろいろ 』(石川さゆり・森山愛子・杜このみと共演)、『星空に両手を 』(森山愛子・三山ひろし・杜このみと共演)
9. 2018年1月16日　新春スペシャル！▽1年と9か月 全940曲からのよりすぐりの名場面▽から、2017年4月11日の「熱演！植木等スーダラ名曲集」の劇中出演の模様が放映される
10. 2018年3月20日『春一番』 』(天童よしみ・杜このみと共演)
11. 2018年5月22日『下町の太陽』(杜このみとデュオ)、『東京五輪音頭』（共演者全員で）
12. 2018年7月17日『暑中お見舞い申し上げます』(水森かおり・May J.と共演)

NHK歌謡コンサート（NHK総合）
1. 2011年6月7日『カナダからの手紙』（平尾昌晃とデュエット）
2. 2011年7月5日『星降る街角』（竹島宏とデュエット）[475]
3. 2011年8月30日『北国行きで』（山梨県甲府市）
4. 2011年10月11日『あなたまかせの夜だから』（美川憲一、藤あや子、山内惠介、竹島宏、北川大介と共演）・『愛して愛して愛しちゃったのよ』（前川清、細川たかしと共演）・『二人の銀座』（山内惠介とデュエット）
5. 2012年2月7日『京都の恋』
6. 2013年5月28日『黄色いさくらんぼ』[476]
7. 2013年10月15日『硝子坂』
8. 2014年11月18日『二人は若い』、『青春サイクリング』（竹島宏とデュエット）
9. 2015年3月3日『四つのお願い』
10. 2015年4月7日『皆の衆』（西田あい含む共演者全員）・『渚のシンドバッド』・『黄色いさくらんぼ』（杜このみとデュオ）・『人生いろいろ』（川中美幸、伍代夏子、杜このみと共演）・『お祭りマンボ』（西田あい含む共演者全員で）
11. 2015年5月26日『もしかしてPARTII』（福田こうへいとデュエット）
12. 2015年7月28日『17才』
13. 2016年2月2日『私の青空』（布施明とデュエット）・『虹色の湖』（ソロ）・『幸せなら手をたたこう』（共演者全員で）・『世界は二人のために』（北山たけしとデュエット、立教大学グリークラブ女声〈バックコーラス〉）・『憧れのハワイ航路』（出演者全員で）

ごごウタ（NHK総合）
1. 2017年10月6日『最後の頁』
2. 2018年11月9日『愛が足りなくて』
3. 2020年9月18日『My  Story』[477]

はやウタ（NHK総合）
1. 2021年4月4日 『幸せ日記』を歌唱。同日は新番組としての初回放送となる[478][479]。

新・BS日本のうた（NHK BSプレミアム）（出演・歌唱内容・収録地）
1. 2015年7月19日 『大阪暮色』（和歌山県田辺市）
2. 2015年10月4日 『涙割り』（鹿児島県姶良市）[注 4][注 5]
3. 2016年1月17日 『夢先案内人』」・『銀色の道』（純烈・綾瀬市立綾北中学校マーチングバンド"Mercury Winds"と共演）　（神奈川県綾瀬市）
4. 2016年3月27日『しあわせ芝居』・『それぞれの原宿』（大川栄策・中条きよしと共演）（島根県大田市）[注 6]
5. 2016年5月1日『逢いたいなァあの人に』・『おてもやん』（小林幸子・中村美律子と共演）・『玄海ブルース』（大川栄策・小林幸子・中村美律子・瀬川瑛子と共演）（福岡県北九州市）[注 7]、2019年2月17日に再放送。
6. 2016年12月11日『涙の太陽』（バックダンサー：純烈・岡谷市岡谷東部中学校吹奏楽部〈演奏〉）、『最後の頁』（長野県岡谷市）
7. 2017年2月12日『ヒーロー』（島津亜矢・ほか歌手全員コーラス参加）、『三枚の写真』、『我が良き友よ』（鳥羽一郎ほか走裕介（アコギ）・三丘翔太（チューバ）・中村美律子・松原健之と一緒に）（島根県浜田市）
8. 2017年5月7日『いい湯だな』（出演者全員）、『ガード下の靴みがき』（靴みがきの少年に扮装し、なりきり扮装姿で通りすがった堀内孝雄と台詞のやりとりをする）、「金色夜叉」貫一・お宮コントで三山ひろしと共演、『ラブユー東京』（中村美律子・羽山みずきと共演）、『マツケンサンバⅡ』（松平健・氷川きよしを中心に出演者全員で）　三山ひろしと司会を担当　（群馬県渋川市）
9. 2017年8月13日　『最後の頁』、『京都の恋』、『バラが咲いた』（錦野旦・パク・ジュニョンと共演 ） 、『聖母たちのララバイ』（丘みどりとデュオ）、 パク・ジュニョンと司会を担当 （山形県酒田市）
10. 2017年10月1日　『夢であいましょう』（ミュージックソー奏者サキタハヂメと共演）・『ふるさとの祭り』（千昌夫・吉幾三ほか出演者全員）、マルシアと司会を担当 （京都府長岡京市）
11. 2017年12月24日 『あなたに逢いたくて〜Missing You〜』・『三百六十五歩のマーチ』（市川由紀乃とデュオ・秋田県立男鹿海洋高等学校吹奏楽部と共演）、 （秋田県男鹿市）
12. 2018年6月24日『瀬戸の花嫁』、『ジューン・ブライド』（川野夏美とデュオ）、（岐阜県多治見市）
13. 2018年10月28日『愛が足りなくて』、『恋人たちの神話』（三木たかし特集の中で歌唱）、（栃木県真岡市）
14. 2019年7月7日『面影』、『YAH YAH YAH』（出演者全員で歌唱）[480][481]
15. 2019年8月4日『赤坂の夜は更けて』、『銀座カンカン娘』（長野県塩尻市）
16. 2019年9月8日『木綿のハンカチーフ』、『火の国へ』、（鹿児島県姶良市）※MCアシスタントを担当。
17. 2020年2月9日『愛するってこわい』(城南海と共演)、『あの素晴しい愛をもう一度』(杜このみ、城南海、藤井香愛と共演)、『ゆうべの秘密』、(埼玉県久喜市)
18. 2020年6月5日『My Story』(コロナ禍によりビデオレターにて出演)
19. 2020年10月18日 (平尾昌晃特集)『草原の輝き』、『カナダからの手紙』(山川豊と共演)、『ふるさと』(出演者全員)、(千葉県館山市)
20. 2021年5月9日（母の日特集！母に捧げる感謝の歌）『秋桜』、『アメフリ』、『幸せ日記 弾き語りver.』、『おかあさん』(出演者全員)、(大阪府泉佐野市）[482][483]

BS日本のうた（NHK BSプレミアム）（出演・歌唱内容・収録地）
1. 2012年10月14日 『グッド・バイ・マイ・ラブ』　（京都府八幡市）
2. 2014年4月20日  『想い出まくら』　（高知県高知市）
3. 2015年1月18日  『雨おんな』　（千葉県習志野市）

その他
- The☆STAR（2010年10月8日、NHK BShi ・10月9日、NHK BS2）
- 昭和歌謡黄金時代　作曲家　平尾昌晃の世界（2010年11月3日、NHK BS2）
- 金曜バラエティー（2011年2月25日、NHK総合）
- コロッケぱらだいす ごきげん歌謡笑劇団（2015年12月17日、NHK総合）[484]
- 情報WAVEかごしま 年末スペシャル2015（2015年12月28日、NHK総合（鹿児島放送局））
- 第50回NHK福祉大相撲（～お楽しみ歌くらべ～で高安関と「居酒屋」をデュエット）（2017年2月18日、NHK総合）[234]
- 地域特番72分スペシャル「かごしまの宝“食”が変われば ミライが変わる!」（2017年3月3日、NHK総合（鹿児島県域））[485][486]
- 第52回NHK福祉大相撲（～お楽しみ歌くらべ～豊山関と「麦畑」をデュエット、「愛が足りなくて」を歌唱）（2019年2月17日、NHK総合）[249]

##### 民放局
キー局
- 木曜8時のコンサート〜名曲!にっぽんの歌〜（テレビ東京）
  - 2015年4月16日　『愛の奇跡』（新沼謙治とデュエット）、『めだかの兄妹』
  - 2016年1月28日  東京・巣鴨地蔵通り商店街で前川清と街角リクエスト（ロケゲスト）
- 開運音楽堂（2010年7月24日・10月30日・12月25日、2011年1月29日・2月26日・5月21日・12月17日、TBS）[注 8]
- 音龍門〜MUSIC DRAGON GATE （2011年9月19日・9月26日、日本テレビ）[注 9][487]。
- 洋子の演歌一直線（2014年6月8日 、テレビ東京）
- 有吉反省会（2015年6月20日・6月27日、日本テレビ）
- L4YOU!プラス（2015年10月9日、テレビ東京）[488]
- コスメ・パラダイス（2010年7月 - 2011年2月、BS11） - 不定期出演
- THEカラオケ★バトル「歌の異種格闘技戦10」（2016年5月4日、テレビ東京）
- サブちゃんと歌仲間（2010年 - 2012年12月、テレビ東京） - 不定期出演
- 有田哲平の夢なら醒めないで「美人演歌歌手の年末カミングアウトSP」  『男と女のラブゲーム』を有田哲平とデュエット、クリスマスメドレーで メリクリを歌唱 （2018年12月18日、TBS）[489]
- 月〜金お昼のソングショー ひるソン!　
  - 『愛が足りなくて』を歌唱（2018年8月30日、テレビ東京）[490]
  - 『コーヒールンバ』を歌唱（2020年1月17日、テレビ東京）[491]　
  - 『幸せ日記』を歌唱（2021年3月10日、テレビ東京）[492]
  - 『Smile-幸せのタネ-』を歌唱（2021年10月11日、テレビ東京）[493]
- なりゆき街道旅（2021年6月6日、フジテレビ）ハライチ・澤部、純烈・酒井、小田井とともに東京・錦糸町にある布ぞうり専門店、デビュー時よりキャンペーンで訪れているセキネ楽器店を巡った[494][495]。

BS局
- 演歌百選（2010年8月22日・9月26日BS11）
- 歌謡サロン・演歌がええじゃん（2010年9月1日 - 5日、BS12 TwellV他）
- 歌謡えんか密着!でかけましょ〜西田あい
  - 前篇（2011年5月15日、スカパー! 267Ch第一興商スターカラオケ）
  - 後編（リピート放送、2011年6月15日・16日・18日・19日・21日・22日・25日・26日・29日、スカパー! 267Ch第一興商スターカラオケ）
- 歌謡最前線（2011年6月、BS12 TwellV他）
- ～人生こころ歌 ～秘話で奏でる名曲フルコーラス～、2014年2月12日、BSスカパー）
- 歌謡プレミアム（2014年2月17日、2015年6月1日、BS日テレ）
- 徳光和夫の名曲にっぽん 昭和歌謡人（BSジャパン）
  - ゲスト
    - 2014年6月18日・10月8日、2015年8月26日、2016年3月30日・6月17日、2017年2月24日・4月14日・4月28日
    - 2018年3月16日、2時間スペシャル、『ハナミズキ』『兄弟船』『飾りじゃないのよ涙は』『二輪草』『北の宿から』『ありがとう』を 城南海、あさみちゆき、森恵、椎名佐千子と共演、『アカシアの雨がやむとき』『霧のわかれ』を歌唱[496][497]。
    - 2018年3月30日、3月の特別篇、『RUNAWAY』を歌唱、『あの素晴らしい愛をもう一度』を城南海、あさみちゆき、森恵、椎名佐千子と共演[497]
    - 2018年10月19日 『アカシアの雨がやむとき』（おかゆ (歌手)と共演）、『愛が足りなくて』
    - 2019年1月4日、「新春スペシャル！築地の料亭貸し切りで歴代女性MCが着物姿で集結！名曲の数々を紹介！貴重映像も！」に 森恵、椎名佐千子らとゲスト出演[498][499]。
    - 2019年3月22日、ナイトクラブ特集と題して、椎名佐千子、おかゆと共にホステス役で出演。角川博と『別れても好きな人』をデュエットで歌唱した。また、角川博より始めてのチークダンスの手ほどきを受けた[500][501]。
    - 2019年7月5日、ナイトクラブ特集第2弾として、椎名佐千子、おかゆ、城南海と共にホステス役で出演し、4人で『ベッドで煙草を吸わないで』を、純烈の酒井一圭とデュエットで『愛して愛して愛しちゃったのよ』、全員で『よせばいいのに』を歌唱した[502][503][504]。
    - 2021年3月12日、２時間スペシャル＜なかにし礼、筒美京平、中村泰士＞にて、筒美京平作品の『ブルー・ライト・ヨコハマ』を歌唱。また、丘みどり、城南海と共に『東京ららばい』を歌唱した[505][506]。
    - 2021年3月26日、＜春の名曲選スペシャル＞をテーマに、卒業シーズンであることから斉藤由貴の『卒業』と自身の最新曲『幸せ日記 弾き語りver.』を歌唱した[507][508]。

  - アシスタントМC
    - 2014年10月15日 - 2015年4月1日
    - 2014年10月15日 - 2015年1月21日、『西田あいの歌ってファッション物語』[注 10]
- サブちゃんと歌仲間（BSテレ東）
  - 2015年 - 不定期に出演
  - 2018年10月20日、『愛が足りなくて』を歌唱
  - 2018年10月27日、川野夏美と司会を担当
- 社交ダンスの魅力をあなたに!!（2015年3月6日、BSジャパン） - ナレーション
- 哀川翔のオトナ倶楽部「第38回鹿児島県の歌の上手い人、大集合!の巻」（2015年12月5日、BSフジ）
- 第42回日本歌手協会歌謡祭（2015年12月12日、BSジャパン）[注 11][509]。
- BS12歌謡ナイト jazzyなライブショー（2016年4月5日・4月12日、BS12 TwellV）
- 由紀さおりの素敵な音楽館（2017年2月13日・2月20日、BS-TBS）
- あなたが出会った昭和の名曲（2017年4月6日・11月9日・11月30日、BS11）
- 第44回歌謡フェスティバル・第1夜（2018年1月1日、BSジャパン）主催：日本歌手協会 「瀬戸の花嫁」
- 「演歌の花道」新春スペシャル（2018年1月6日、BSジャパン）
- 「2018にっぽん演歌の夢祭りナビ」（2018年1月20日、BS-TBS）
- 3人の歌仲間（2018年2月2日、BS12 TwellV）
- 宮本隆治の歌謡ポップス☆一番星
  - （#145）・コーナーゲストで出演（2018年9月3日、スカパー! CS Ch.329他）[510]
  - （#210）・コーナーゲストで出演（2021年6月11日、スカパー! CS Ch.329他）[511]
- 山崎ていじのさわやか歌謡曲（2018年10月25日、BS12 TwellV）[512]
- 3人の歌仲間 GS グループサウンズだよ！全員集合！（2018年10月26日、BS12 TwellV）[513]
- J-COM「歌う王冠ライブ｣（2018年10月20日・27日、J-COM） - 前後編
- 日本の名曲 人生、歌がある（2018年11月7日、BS朝日）森昌子の『彼岸花』、作曲家上原げんとの作品の中から『東京のバスガール』を歌唱した[514]。
- Dream☆Hopeコンサート2018（2018年11月17日、BS日テレ）2018年9月10日に東京・中野サンプラザホールで行われたライブの模様を放送[515]。『男と女のラブゲーム』を 松坂ゆうき、中澤卓也らとコラボ、さらに川上大輔ら4名で『星のフラメンコ』を歌唱。
- 日本の名曲 人生、歌がある  生放送5時間スペシャル（2018年12月5日、BS朝日）『上を向いて歩こう』を新沼謙治、『2億4千万の瞳』を田原俊彦、『青い珊瑚礁』を川野夏美、森山愛子、永井裕子、桜井くみ子、杜このみ らと歌唱[516]。
- 新世代歌謡スター集合！GSスペシャルライブ（2018年12月8日・29日、CS チャンネル銀河）2018年10月3日に北とぴあ さくらホール（東京都）で行われた、若手の仲良し歌手6組によるコンサートの模様を放送[517]。
- オリコン演歌＆歌謡スペシャル 2018年間トップ100（2018年12月31日、CS 歌謡ポップスチャンネル）オリコン演歌・歌謡曲年間ランキング52位[518]
- 日本歌手協会　新春12時間歌謡祭（2019年1月2日、BSテレ東）西田佐知子の『エリカの花散るとき』を歌唱[519]
- 昭和歌謡パレード（2019年3月16日、BSフジ）山口百恵の『いい日旅立ち』を歌唱[520][521]
- JUN×JUN 純烈 予測不能 チャレンジSP（2019年7月10日、BS11）純烈と若手イケメン歌手（真田ナオキ、中澤卓也、 新浜レオン、松尾雄史 ）とのスポーツ対決コーナーにおいて、進行および審判の役を担当した[522][523]。
- 昭和歌謡ベストテンDX（2020年6月25日、BS-TBS）当番組に初出演。なかにし礼特集 にて、奥村チヨの『恋の奴隷』を歌唱[524]。
- BS演歌の花道（2020年11月3日、BSテレ東）アン・ルイスの『グッド・バイ・マイ・ラブ』を歌唱[525]
- 「新譜！にっぽんのうた 銀河セレクション＃７０」（2021年7月4日、CS チャンネル銀河）に出演。YouTubeチャンネル「うたびと」にてノーカット編本人コメントを公開[526][527]。
- 「五木ひろしが選び歌う　石原裕次郎・フランク永井とムード歌謡名曲集」（2021年7月30日、BS-TBS）歌手五木ひろしとデュエットで石原裕次郎・浅丘ルリ子の『夕陽の丘』を歌唱。また、沢たまきの『ベッドで煙草を吸わないで』を原曲のキーで歌唱した。[528]
- 「MUSIC B.B. #1166」（2021年8月2日～8月8日、BS12トゥエルビ、その他地上波TV各局）番組内のコーナー「-Power Play-」にて最新曲『Smile-幸せのタネ-』のミュージックビデオが放映された。また、「-B VOICE-」にて、同曲についての自身のメッセージコメント動画が流れた。[529][365]
- 「MUSIC B.B. #1167」（2021年8月9日～8月15日、BS12トゥエルビ、その他地上波TV各局）番組内のメインコーナーである「BIG BUZZアーティスト」にてデビュー当時のエピソードを交えて自身の紹介、および最新曲『Smile-幸せのタネ-』を紹介した動画が放映された。[530][365][529]
- 「日本作曲家協会音楽祭・2021」（2021年11月3日、BSテレ東）同年6月1日に受賞発表がなされた「日本作曲家協会音楽祭・奨励賞」の受賞式に参加。受賞曲『幸せ日記』を歌唱した。[79][372]

地方局
- もうすぐお昼ですよ（2010年7月5日、千葉テレビ放送）
- 平成歌謡塾（2010年7月17日 - 23日 、TOKYO MX他）
- カラオケ1ばん（2010年7月29日・2017年1月12日・16日、テレビ埼玉）
- THAT'S ENKA TAINMENT〜ちょっと唄っていいかしら?〜（2010年11月4日、2014年12月3日・10日 、2015年11月19日・11月26日・12月3日、朝日放送）
  - ドンマイ千重子のよっこいしょラジオ（2014年3月13日深夜、朝日放送）
- うたなび!（2010年12月12日他、2011年4月 - 9月まで準レギュラー[531]、制作日音・TOKYO MX他）
  - きばって!TRY というコーナー（2011年4月に始まった、西田あいが体当たりで挑戦するコーナー）を月1回担当。
- 5時に夢中!（TOKYO MX）
  - TOKYO MX 開局15周年記念スペシャル「輝け！おママ対抗歌合戦 〜第2回グランドチャンピオン大会〜」※SPサポーターとして（2010年12月31日深夜〈2012年1月1日〉）
  - 新春スピンオフ！『輝け!おママ対抗歌合戦 〜第3回グランドチャンピオン大会〜』（2011年12月31日深夜〈2012年1月1日〉）※SPサポーターとして
- ときめき歌謡曲（2011年4月14日 - 6月30日までアシスタントMC、テレビ埼玉）
- ぽじポジたまご（2011年5月2日、KBS京都テレビ）
- ごごたま（2011年5月11日、テレビ埼玉）
- てゲてゲ（2011年5月26日、2012年6月21日、2015年5月11日・12月27日、南日本放送）
- ラッキー!!（2011年7月1日、中京テレビ）
- アッパレ!miyazaki（2012年3月16日、MRTテレビ）
- ズバッと!鹿児島（2011年5月11日、南日本放送）
- チバテレビカラオケ大賞21（2014年1月6日、千葉テレビ放送）
- Jソングアワー～あの人の歌が聞こえる～（2014年2月3日、千葉テレビ放送）
- 若山かずさと花田真衣の歌謡音楽館（2014年2月6日、テレビ埼玉）（2014年2月4日、群馬テレビ）
- 走裕介の歌の彩は
  - 大城バネサと走裕介の歌の彩は（2014年12月28日、テレビ埼玉）
  - ビュースノと走裕介の歌の彩は（2016年2月7日、テレビ埼玉）
- 知里のミュージックエッセンス（2015年4月23日、千葉テレビ放送ほか）
- ゆうテレ（2015年5月11日・10月23日、鹿児島テレビ）
- 新潟県阿賀町「第30回ふるさと上川ふれあい祭り」※8月16日に開催されたイベントの模様、（2015年8月21日、新潟放送）
- ぷらナビ+（2015年10月24日、2016年6月25日、鹿児島放送）
- 夏美と侑希のこちら最新歌謡曲（2015年12月28日、テレビ埼玉）（2015年12月19日、群馬テレビ）
- 山崎ていじのさわやか歌謡曲（2016年3月4日、テレビ埼玉）（2016年3月7日、三重テレビ）
- 入山アキ子とマイク河原のここ一番の歌謡曲（2016年5月13日、テレビ埼玉）（2016年5月16日、群馬テレビ）
- かごしま4 （2016年11月4日、2018年1月26日、南日本放送）
- 藤原浩と鈴木和香の朝ナビ歌謡曲（2017年2月5日・12日、テレビ埼玉）
- 演歌女子（#19 2018年1月3日他 ・ #20 2018年1月17日他、歌謡ポップスチャンネル）
- 夏美と侑希のこちら最新歌謡曲（2018年9月10日、テレビ埼玉、その他）
- かごニュー（KTS鹿児島テレビ）
  - （2016年6月24日）6月25日開催の西田あいコンサート2016in加音ホールについて紹介[532]
  - （2019年5月29日）7月7日に開催される西田あいふるさとコンサート@鹿児島市民文化ホールのPRを行う。
  - （2021年5月14日）コメントでの出演。同年5月15日に開催される姶良市制＆西田あい10周年ソーシャルディスタンスコンサートおよび新曲「幸せ日記」について紹介[533]。
- かごしま4（2019年5月30日、MBCテレビ）7月7日に開催される西田あいふるさとコンサート@鹿児島市民文化ホールのPRを行う。
- てげてげ（2021年3月17日、MBCテレビ）3月3日リリースの新曲『幸せ日記』の紹介と5月15日開催予定の「姶良市制＆西田あい10周年記念コンサート」についてのコメント画像が放映された[534]。

#### インターネットテレビ
- はいから万歳（前編 2012年4月27日・後編 2012年5月4日、はいからチャンネル）　※出版社アーデントウィッシュが運営するウェブTV

### ラジオ

#### レギュラー番組
現在
過去
- iからはじまるストーリー（2017年4月2日 - 2022年3月28日、 bayfm：毎週月曜日 早朝4:00～4:49）[535]
- MO-MORNING（2021年7月1日 -2020年3月26日、東海ラジオ：毎週火～金曜日 28:45～29:00）東海ラジオの30分の早朝番組「早起きエール！」の後半15分で放送された。放送回数は通算154回。[536]
- 西田あいの おしゃべり♥あいランド
  - （2013年10月6日 - 2014年3月31日 3局）（文化放送:日曜日 17:40～17:50）
  - シーズン5（2017年10月8日 - 2018年4月1日、全26回、文化放送:毎週土曜日 17:45～17:55 　文化放送・八木菜緒アナウンサーと共にMCを担当、他ネット3局） [537]
  - シーズン6（2018年10月6日 - 2019年3月31日 、文化放送：毎週土曜日 17:45～18:00 文化放送・西川文野アナウンサーと共にMCを担当、他ネット3局）今シーズンより放送時間が15分に拡大された。
  - シーズン7（2019年10月6日 - 2020年3月28日、文化放送：毎週土曜日 17:45～18:00 文化放送・西川文野アナウンサーと共にMCを担当、他ネット3局）[40]
  - 「西田あいのおしゃべり♥あいランドBAR」 （第1シーズン：2014年10月4日 - 2015年3月29日 キー局である文化放送は毎週土曜日17:30～17:40で放送）（第2シーズン：2015年9月29日 - 2016年3月27日） 過去にあった「西田あいのおしゃべり♥あいランド」の延長線上にあるトーク番組。月替わりゲストをお店に招くと共に、毎回おいしいお酒やお酒の飲み方を紹介した。
- 伊津野亮と西田あいのThe BAY☆LINE（2015年4月2日 - 2017年3月30日、bayfm）木曜レギュラー[注 12][注 13]
- BAY LINE GO!GO!（2013年4月4日 - 2015年3月19日、bayfm）木曜レギュラー[注 14]
- 西田あい×SATOKENのあいがカツ!（2012年7月1日 - 2013年3月31日、bayfm：毎週日曜日 20:30～20:57）
- ミュージックナビ〜昨日と今日との交差点〜（2011年10月13日 - 2012年6月1日、TBSラジオ）
- 伊集院光とらじおと（TBSラジオ）2020年4月にレポーター入りしたが、22年3月の終了まで登場は数回程度であった。

#### ゲスト出演

##### NHK
- きらめき歌謡ライブ（2010年7月7日・2011年6月15日・2014年4月16日・2015年11月11日・2016年11月9日・2017年8月2日・2018年1月10日・8月29日・10月17日、NHKラジオ第1）
- FMトワイライト（2010年7月8日・2011年5月31日、NHK-FM）
- 日曜バラエティー（2010年8月1日・2014年1月19日（NHKスタジオパークから）・2015年11月29日・2018年9月23日、NHKラジオ第1）
- 歌の散歩道（2010年10月15日（生放送の予定が当日国会中継になり延期される）・2012年2月13日（生放送の予定が当日国会中継になり延期される）、NHKラジオ第1）
- 熱血レゼン!投票ラジオ（2015年2月11日、NHKラジオ第1）
- はっけんラジオ（福岡放送局製作の九州・沖縄ネット番組）（2015年10月5日・2017年2月13日、NHKラジオ第1）
- 夕刊ゴジらじ（名古屋放送局製作の東海3県向け番組）（2015年10月9日・2018年8月31日、NHKラジオ第1）
- ごきげん歌に乾杯!（2015年12月23日、NHKラジオ第1）
- 昭和ヒット倶楽部（2016年2月4日・6月9日・6月23日(6月17日に放送予定であったが野球中継延長のため延期となる。)、NHKラジオ第1）　※2016年6月9日・6月23日は千葉県君津市での公開収録
- 「NHKふれあい広場2016スペシャル」第3回ミニミニのど自慢（鹿児島放送局製作の鹿児島県向け番組・第3回ミニミニのど自慢は公開生放送、2016年4月30日、NHKラジオ第1）
- 旅ラジ（2017年1月16日、NHKラジオ第1）[538]
- イチ押し　歌のパラダイス
  - 「第７５回」(2021年3月10日、NHKラジオ第1）最新曲「幸せ日記」が紹介された[539][540]。
  - 「第９８回」(2021年10月10日、NHKラジオ第1）最新曲「Smile-幸せのタネ-」の紹介、スタジオライブにてギター弾き語りで「幸せ日記」および「薩摩めぐり」の2曲を歌唱。また、自身のYouTube動画サイト「ニシアイチャンネル」で配信しているASMRについて実演し紹介した。[541][542][543]

##### 民放局
- 日高正人の銀座ナマナマ天文館（2010年6月27日・2011年1月16日・2012年4月15日、宮崎放送）（2019年3月17日、MBCラジオ）
- 水森英夫のチップイン歌謡曲（2010年7月3日 - 5日、（火曜会・スバルプランニング制作。）
- ミュージックナビ〜昨日と今日との交差点〜（2010年7月6日・2011年10月13日 - 2012年6月1日、TBSラジオ、2012年3月まで水曜日→4月はコーナー休止→5月から木曜日）  ※『Mナビ・カラオケ塾!〜あいがチャレンジ!1.2.チェスト!』 コーナーレギュラー（木曜早朝（水曜深夜）：2011年10月13日 - 2012年3月29日、金曜早朝（木曜深夜）：2012年5月4日 - 6月1日） - パーソナリティの向井政生も一緒に出演し、アーティストがアシスタント的な位置付けで放送されていた。）[544]
- よっちゃんの歌謡アプローチ（2010年7月6日・7日・2015年12月8日 - 10日、四国放送）
- 夏木ゆたかのホッと歌謡曲（2010年7月6日・10月4日・2011年5月12日・2012年1月3日・2月10日・2015年6月29日・11月2日・2018年8月15日、ラジオ日本）
- TOKYO UPSIDE STATION（2010年7月7日、東海ラジオ）
- ハートフルラジオお昼のレコード室（2010年7月8日・2011年5月31日・2015年10月9日・2016年1月6日、岐阜放送）　※2015年10月9日は柳ケ瀬あい愛ステーションサテライトスタジオから、2016年1月6日は電話での生出演
- ただ今勤務中!森谷威夫のお世話になります!（2010年7月19日、KBS京都）
- 鈴木純子の遊々ミュージック（2010年7月10日・9月25日、文化放送）
- 来夢来人〜ムード歌謡な夜〜（2010年7月12日・2011年7月22日、スターデジオ）
- ありがとう浜村淳です（2010年7月20日・2012年2月21日・2014年1月14日、MBSラジオ）
- ほんまもん!原田年晴です（2010年7月20日・2014年1月17日・2015年11月13日、ラジオ大阪）
- 日野ミッドナイトグラフィティ 走れ!歌謡曲（2010年7月29日・2011年1月1日・5月12日・2012年2月16日・2013年12月5日・2014年3月27日・2015年5月1日・10月1日、文化放送）
- 森脇健児の遊・わーく・ウィークリー（2010年8月18日・2015年12月2日[545]、 ラジオ関西）
- 梶原しげるのNEXT ONE（2010年9月12日、JFN）
- 歌の交差点（2010年10月4日・2011年5月12日、ミュージックバード）
- 歌の感謝祭（2010年10月28日、ラジオ日本）
- えんかeじゃん!（2010年11月8日・2011年7月25日、ラジオ日本）
- 石川敏男の勝手に演歌応援団長（2010年11月22日、レインボータウンFM）
- 満腹ワイド ラジDONぶり（2011年2月22日・4月26日・2012年3月13日、長崎放送）
- 塚原まきこの福ミミらじお（2011年2月23日、熊本放送）
- 俺達マンデーラジオンズ（2011年3月7日、FMうらやす）[546]
- エンタメバラエティ THE☆ヒット情報（2011年4月25日、RKBラジオ）
- ORC200『18周年サンクスフェスタ　歌の祭典』（2011年5月1日に行われた公開録音の模様）（2011年5月7日・14日、ラジオ大阪）
- ホリデーSPどんたくも開店!ウメ子食堂（2011年5月4日、RKBラジオ）
- 森谷威夫のお世話になります!!（2011年5月2日・2014年1月15日・2015年11月16日・2018年8月23日、KBS京都）
- カラオケ歌合戦（公開録音）（2011年5月22日、大分放送）
- MRTスーパーワイドバリッと朝（2011年5月24日、宮崎放送）
- GO!GO!ワイド（2011年5月24日、宮崎放送）
- 城山スズメ（2011年5月26日・7月21日・2012年3月30日・6月21日、2013年5月7日[547]・11月22日・2014年10月24日[548]・2015年5月11日・10月23日・2016年6月24日・11月4日・2018年1月26日・2021年3月29日[549]、南日本放送）
- 竹川美子のまあまあ聞きんさい！（2010年11月23日・11月30日・2011年7月12日、ラジオ日本）
- 午後2時5分一寸一服（2011年5月29日・2012年3月28日、熊本放送）[注 15]
- 土曜天国ぴかラジ（2011年6月4日、CBCラジオ）
- MUSIC SHOWER（2011年6月8日、琉球放送）
- 〈生放送に出演〉（2011年6月12日・2014年2月23日、Hits FM）
- 原田伸郎 のびのび金曜日（2011年6月17日、ラジオ関西）
- 幸せラジオ 乾龍介です!（2011年6月18日、ラジオ大阪）
- 山浦・深谷の年リク!!（2011年6月18日、東海ラジオ）
- 多田木・川島 茶の間でショウ（2011年6月19日、東海ラジオ）
- 千田正穂の笑顔の真ん中に!（2011年6月26日、bayfm他）
- 高田文夫のラジオビバリー昼ズ（2011年6月28日、ニッポン放送）
- 上からも下からもねね!（2011年6月29日、東海ラジオ）
- スポ音・小川健太のオレといっしょにルーキーソング（2011年7月2日、CBCラジオ）
- NBC R35（2011年7月30日、NBCラジオ佐賀）
- 「NBC銀天 カラオケのど自慢大会」（2011年8月7日、NBCラジオ佐賀）[注 16]
- 「MBC夏祭り」（2011年8月13日、南日本放送）※2011年7月21日に行われた公開収録の模様
- 〈生放送に出演〉（2011年10月10日、琉球放送）
- ラジオまつり（2011年10月16日、長崎放送）
- RKBラジオまつり（2011年10月23日、RKB毎日放送）
- 〈2011佐賀インターナショナルバルーンフェスタ 西田あい歌謡ショー〉（2011年11月18日、NBCラジオ佐賀）※2011年11月5日に行われた公開録音の模様
- 〈JAながさき西海 農業まつり〉（2011年11月19日、長崎放送）
- とことん全力投球!!妹尾和夫です（2012年2月21日、ABCラジオ）
- ヒロさん・圭のきいてモーニング（2012年3月13日、長崎放送）
- 「NBCふれあい演歌の集い」公開録音（2012年3月14日、NBCラジオ佐賀）
- リフレッシュ@（2012年3月15日、大分放送）
- 「花山手ふれあい歌謡ライブ」MRTラジオ公開録音（2012年3月16日、宮崎放送）
- 朝リズム（2012年3月28日、熊本シティエフエム）
- クイズミュージックボックス（2012年4月9日 - 4月13日、NBCラジオ佐賀）
- おはようラジオ早朝便（2012年4月15日・2015年6月21日・2017年2月19日、KBCラジオ）
- 最新演歌とれたて情報エントレ（2012年4月15日、NBCラジオ佐賀）
- 艶歌にっぽん（2012年4月15日・2015年7月12日（コメント出演）・2017年2月26日、KBCラジオ）
- ツル亀ラジオ（2012年4月29日、長崎放送）
- CBC演歌ベストテン（2012年5月6日、CBCラジオ）※4月15日に行われたCBCラジオ演歌ベストテン」公開録音in 湯あみの島　さくらまやスペシャルの模様
- 水森英夫のチップイン歌謡曲（2010年7月3日 - 5日、〈火曜会・スバルプランニング制作。全国各地のAMラジオ局でネット〉）
- GOLDEN HITS（2012年9月17日、bayfm）
- うぃず（2014年1月15日、南海放送）※電話での生出演
- フライデー歌謡曲（2014年1月31日、ラジオ大阪）
- 木村勉の元気いっぱいナイストーク（2014年2月1日、ラジオ大阪）
- エンカな時間（2014年2月3日、2015年12月7日、姫路シティFM21）
- 夏・演歌（うた）情話（2015年7月12日、STVラジオ） ※7月5日『第34回鏡沼しじみまつり』公開収録の模様
- 酒井泰彦のMUSIC HOUR!（2015年9月5日、BSNラジオ）[550]
- 〈6thシングル「涙割り」PR〉（2015年9月30日、FMえどがわ）
- PAO〜N（2015年10月5日・2017年2月13日・2018年9月28日、KBCラジオ）
- 松原敬生のシャレアップ歌謡曲（2015年10月18日・2018年9月9日、東海ラジオ）
- CBC歌謡ベストテン（2015年11月8日・2018年9月9日、CBCラジオ）
- 門馬良のこころ鏡うた鏡（2015年11月15日、2017年3月5日・2018年10月14日、RKBラジオ）
- もうすぐ夜明けABC（2015年11月21日、ABCラジオ）
- Happy wave（2015年11月28日、エフエムいたみ）
- 水谷ひろしOSAKA歌謡ウェーブ（2015年11月29日・2018年9月16日、ラジオ大阪）
- 金曜スペシャル（2015年12月11日、エフエムいたみ）
- 歌のホットライン（2015年12月14日、ラジオ関西）
- ハッピードリーム〜歌の贈りもの〜（2015年12月14日、ラジオ日本）
- 杉紀彦のラジオ村（2015年12月16日、ラジオ日本）[551]
- 松村邦洋のOH-!邦自慢（2016年1月9日・16日、山口放送）
- サンデー演歌ベスト30（2016年1月10日（電話生出演）・2月28日）、岐阜放送）
  - サンデー演歌ベスト30「ひなたみなの演歌恋々」（2016年2月21日、岐阜放送）
- おもいで歌謡うた物語（2016年2月2日、レインボータウンFM）※木場スタジオより公開生放送
- 垣花正 あなたとハッピー! （2016年5月4日・19日・25日・6月3日・2017年2月22日、ニッポン放送）
- μ'sUP！（2016年6月24日・2018年1月26日、エフエム鹿児島）
- 東海ラジオミッドナイトスペシャル〜金シャチ劇場〜（2017年1月7日・2018年10月12日、東海ラジオ）
- 新栄トークジャンボリー（2017年1月8日、CBCラジオ）
- モーニングライダー（2017年1月9日、ラジオ大阪）
- 新春なごや歌謡祭2017（2017年1月21日に公開録音で開催）（2017年2月12日、東海ラジオ）
- AM BINGO（2017年2月15日、大分放送）
- フレッシュAM!もぎたてラジオ（2017年2月17日、宮崎放送）
- Yummy×Yummy（2017年2月17日、エフエム宮崎）
- Bunnyのナツウタ〜昭和歌謡をあなたに〜（2017年2月24日、JOY FM）
- ドリンクバー凡人会議（2017年2月26日、RKBラジオ）
- The BAY☆LINE（2018年8月9日・2021年3月3日、bayfm）
- マグナム石井SHOW（2018年9月30日、KBS京都）
- 松原敬生の歌謡曲主義（2018年9月30日、東海ラジオ）
- ただいま、ラジオ。（2018年10月25日、NBCラジオ佐賀）
- 「JAしろいし地区 第41回農業まつりのど自慢大会」西田あい歌謡ショー！（2018年10月27日、NBCラジオ佐賀）
- リクエストプラザ（2019年1月2日、STVラジオ）[552]
- 鈴木純子の遊々ミュージック（2019年3月31日、文化放送）2019年3月11日の公開録音の内容を放送。「ひとりにさせないで」「愛が足りなくて」の2曲を歌唱した[553]。
- 伊集院光とらじおと（2020年3月17日、TBSラジオ）上述のレギュラー入りのきっかけとなるインタビュー出演。
- 「第46回ラジオ・チャリティー・ミュージックソン 2020」スペシャルライブ（2020年12月24日、ニッポン放送）東京・丸ビルのマルキューブにて行われたラジオ非公開の有客ライブに出演[307]。
- 9の音粋（2021年3月3日、bayfm）『幸せ日記への道』と題して同日リリースのシングル『幸せ日記』の紹介を1時間にわたって行い、また、同番組内のイントロクイズに回答者として参加した[554]。
- Amore! AIRA～AIRA CITY SPECIAL PROGRAM～（2021年3月13日、FM鹿児島）姶良ふるさと大使を務める鹿児島県姶良市の市制施行10周年記念の特別番組にて、過去の思い出や地元の紹介を含めたコメント及び新曲「幸せ日記」が流された[555][556]。
- 純烈 スーパー銭湯！！（2021年3月15日 - 3月28日、青森放送ほか各局）ゲストとして2週に渡ってトークに参加。新曲『幸せ日記』および、『幸せ日記 弾き語りver.』が流れた[557]。
- 徳光和夫　とくもり！歌謡サンデー（2021年3月20日、ニッポン放送） 「徳さんの千客万来」のコーナーにゲスト出演。デビューのきっかけから新曲『幸せ日記』の紹介、日ごろの生活の様子などについて語った[558][559]。
- うたのホットライン（2021年3月28日、ラジオ関西）最新シングルCD『幸せ日記』の紹介と近況について語った。『幸せ日記』カップリング曲『Home』が流れた[560]。
- 加藤祐介の横浜ポップJ（2021年4月22日、ラジオ日本）当番組には初めての出演であり、自身の紹介と共に現在の活動について紹介がされた。コーナー中の楽曲リストは『時の流れに身をまかせ（鹿児島弁ver.）』『幸せ日記』『Home』の3曲[561]。
- 昭和歌謡セレクション こどもの日スペシャル（2021年5月5日、ラジオNIKKEI）放送開始の9:00から15:00までの6時間、ゲストパーソナリティとして出演[562][563]。
- ＳＯＩＬ＆“ＰＩＭＰ”ＳＥＳＳＩＯＮＳタブゾンビと浜崎美保のＳｅａＳｉｄｅＺｏｍｂｉｅ（2020年3月28日[564]・2021年5月8日[564]、エフエム鹿児島）
- AIR'z 69（2021年5月14日、エフエム鹿児島）[533][565]
- Sunset Express MOVE（2021年8月16日、エフエム石川）電話インタビューで出演。自身の紹介と共に新曲「Smile-幸せのタネ-」の紹介がされた。番組の中で同曲とc/w曲「かくれんぼ」が流れた。なお、同曲はエフエム石川の8月のPOWER PLAYとして選曲されている。[566][567]
- 60TRY部（2021年10月29日、ラジオ日本）[568][569]
- Flap the μ Artist Voice ～Hello Bran μ World～（2022年1月10日、エフエム鹿児島）成人の日にちなみ、新成人へ向けてのメッセージを贈った[570][571]。
- I LOVE あいらじお（2023年1月3日、MBC南日本放送）[572][573]

#### 有線ラジオ放送
- 仲本工事と三代純歌のきょうも歌うぞ! USENサンデーミュージック（2011年8月14日・21日、USEN C-23チャンネル）
- 星ひとみのミュージック・オーラ（2012年4月23日 - 29日、USEN C-43ch（USEN☆BEST HITSステーション）※1週間リピート放送（1日8回放送 1:00/ 4:00/ 7:00/ 10:00/ 13:00/ 16:00/1 9:00/ 22:00）
- 元気はつらつ歌謡曲「演歌男子。＋純烈のドラマチック演歌」（2016年5月9日、USEN C-42チャンネル） ※5/9（月）～5/22（日）7:00～/15:00～/23:00～リピート放送

#### インターネットラジオ
- 演歌一本道（配信期間　2011年8月6日 - 19日、レディオ・ガガ、8月6日エフエム会津・8月7日喜多方シティエフエム）
  - （2014年2月1日 - 2月14日、レディオ・ガガ、2月1日エフエム会津・2月1日喜多方シティエフエム）
- 渡部秀 Shoot The Moon（AuDee）[574]
  - （2021年4月9日)　『 シンガー西田あいさんが語る「女性が髪の毛を切るときの気持ち」・・・！？』をテーマに、歌手としての過去と現在、自身の恋愛観について語った[575]。
  - （2021年4月23日）『渡部秀と西田あいが挑む”かなり複雑な恋愛相談”とは？？？』をテーマに、聴取者からの悩み相談に対し自身の経験を語りアドバイスを行った[576]。
- 諏訪道彦のスワラジ（2021年12月8日、文化放送 超！A&G）（2021年12月11日、エフエムとよた）歌謡曲の歌手となる経過を含めての自身の紹介と共に、同番組のパーソナリティであるアニメ企画プロデューサ諏訪道彦が手掛けた『名探偵コナン』エンディング曲から「GARNET CROW」の楽曲『夢みたあとで』を自身のギター弾き語りでスタジオライブにて歌唱した。[577][578][579]
- たけどんのDON!DON!サタデー（2022年4月2日、FMさつませんだい）電話によるトーク出演[580]
- 空大樹のミュウジック☆タイム（2022年9月11日、FMがいや）電話によるトーク出演[581]

### SNS系動画配信
- 「#TikTokXmas」Special Music Live の第3夜「純烈のハッピーチョキチョキクリスマス-TikTokクリスマス スペシャルライブ-」（2020年12月25日、TikTok） 生配信にて、MCとしてライブ出演[309][310]。
- 「伝兵衛蔵開業20周年 オンライン蔵祭」（2021年4月24日、Youtube）濵田酒造(鹿児島県いちき串木野市) の焼酎蔵薩州濵田屋伝兵衛20周年記念として行われたYouTube生配信番組にゲストとして出演[582][583][584]。
- 「Bar COS 池袋4丁目　Part 27」（2021年6月25日、YouTube）自身のボイストレーナでもあるアーティスト向井浩二[585]のYouTubeチャンネル「KOZI Mukai YouTube Channel」にゲスト出演した。向井浩二のキーボードとのコラボレーションでギター弾き語りで自身の楽曲『幸せ日記』を歌唱[586][587]。
- 「24時間TikTok LIVE 2021」（2021年7月4日）純烈とともにトーク＆ライブで出演予定[588][589]
- 「BoostaTV新番組　日野美歌デビュー40周年記念！『火曜の晩は歌謡スタジオ』」（2022年1月25日、Youtube）日野美歌をはじめ出演者と共にトークと、ギター奏者渡辺幹男の伴奏で松山千春の「恋」を自身の弾き語りで歌唱。また、渡辺幹男のギター伴奏で「時の流れに身をまかせ(鹿児島弁ver.)」を歌唱した[379]。
- 「BoostaTV特番　日野美歌デビュー40周年記念！『火曜の晩は歌謡スタジオ』＃02」（2022年3月22日、Youtube）カバーアルバムより「コーヒールンバ」とギター奏者渡辺幹男のギターと自身のギター伴奏で「なごり雪」を歌唱した[380]。
- 「BoostaTV　BestMusic【なんでも音楽部】＃2」（2022年4月28日、Youtube）新メンバーとして番組に参加。配信中に同番組のメンバーの村田寛奈 、Rincaらと楽曲作り に参加。ギタリストのlotta、キーボード奏者の滝本成吾らとBoostaTVの番組内で作成した楽曲「面影」および自身のオリジナル曲「幸せ日記」をギターの弾き語りで歌唱した。[590]
- 「BoostaTV特番　日野美歌デビュー40周年記念！『火曜の晩は歌謡スタジオ』最終回」（2022年5月17日、Youtube）ギタリスト渡辺幹男によるギター伴奏と自身のギター弾き語りにて、アン・ルイスの「グッド・バイ・マイ・ラブ」とチューリップの「青春の影」の2曲を歌唱した。[381]
- BoostaTV　THE SOUND OF TEARS〜emotional songs for you〜 Sponsored by Do-More（YouTube）
  - 第1回（2022年6月29日）歌手「城南海」「羽山みずき」と共に出演。同時に同番組の司会を務める。尾崎豊の『Forget-me-not』、山崎まさよしの『One more time, One more chance』のカバー2曲と自身のオリジナル曲『最後の頁』を歌唱した。[591]
  - 第2回（2022年7月20日）出演者は前回と同様。稲垣潤一の『ロング・バージョン』、自身のギター弾き語りで中島みゆきの『タクシードライバー』、城南海、羽山みずきと共に中島みゆきの『時代』のカバー3曲と、自身のオリジナル曲『帰郷〜いまでもクスノキの下で〜』を歌唱した。[592]
  - 第3回（2022年8月17日）今回が最終回となる。出演者は前回と同様、歌手「城南海」「羽山みずき」と共に出演し、同時に番組の司会を担当。杉山清貴＆林哲司の『I Write A Song For You』を自身のギター弾き語りで歌唱。門あさ美のカバー曲『下りのない坂道』、自身のオリジナル曲『愛はまにあいますか』、および、「城南海」「羽山みずき」と共に猿岩石の『白い雲のように』、サザンオールスターズの『真夏の果実』、坂本九の『見上げてごらん夜の星を』を歌唱した。[384][385][386]
- BoostaTV2023『わたしに今、できること』（2023年2月～、Youtube）Youtubeチャンネル「Boosta TV[593]」が2023年2月より開始した、歌と朗読・芝居を融合した生配信番組で、歌唱と番組のナビゲートを自身が担当する。伴奏はギタリスト「lotta」とキーボード奏者「滝本成吾」が担当。
  - 初回（2023年2月22日）舞台俳優の「種村幸[594]」がコロナ禍の出来事をテーマにした朗読・芝居を担当し、劇中、中島みゆきの『時代』、赤い鳥の『竹田の子守歌』の2曲を歌唱した。[387]
  - 第2回（2023年3月14日）卒業式と母親、バイク便のオペレータをテーマにした朗読・芝居を俳優の「谷茜子」と「長谷川まこ[595]」が担当。各エピソードの導入として童謡・唱歌の『おぼろ月夜』『早春賦』『かあさんの歌』の3曲を歌唱した。[388]
  - 第3回（2023年6月15日）自分の中にある複数の人格の動きに焦点を当て、個性・人格を持たないAIとの対比から人間賛歌をテーマにした芝居を俳優の「藤本結衣」が担当。「河合英嗣」のギターと「滝本成吾」のキーボード伴奏にて『いっそセレナーデ』『月迷風影』の2曲を歌唱した。[596]

- BoostaTV『〇〇』と。（2023年3月～、Youtube）Youtubeチャンネル「Boosta TV[593]」が配信する毎回ゲストを迎えての生配信トーク番組で、3月5月7月の3回を予定。映画パーソナリティの「コトブキツカサ」と共に番組の司会・進行役を担当。またエンディングの楽曲歌唱を担当する。
  - 第一回（2023年3月14日）ゲストに声優・歌手の「松本梨香」を迎えての回。エンディング曲としてオリジナル曲『最後の頁』を歌唱した。[389]
  - 第二回（2023年5月23日）ゲストにお笑いコンビの「三拍子」を迎えての回。エンディング曲としてオリジナル曲『幸せ日記』をギタリスト「河合英嗣」のギター伴奏にて歌唱した。[390]
  - 第三回（2023年7月18日）「〜松竹寄り〜」と題して松竹芸能に所属する若手芸人5組をゲストに迎えての回。番組途中でオリジナル曲『My Story』とカバー曲『神様の宝石でできた島』の2曲を「河合英嗣」のギターと「滝本成吾」のキーボード伴奏にて歌唱した。[597]

### CM
- 国土緑化推進機構「国土緑化運動キャンペーン・緑の募金」テレビCMに北島三郎、津吹みゆと共に出演。（2015年4月 - 2017年3月）
- 南日本銀行 スマホアプリのテレビCMに出演。（2017年5月15日 - ）[235]

### 映画
- 大綱引の恋 (2021年5月) - 初出演 ・ 知佳 役[277][278][279]

## その他

### マスコットキャラクター：「ほしえ」
2019年4月1日に「西田あい」の活動についてのSNS上での広報役として登場。正式名は『トゥインクルほしえ』。独自にTwitterとInstagramのアカウントを持つ。Twitterでの呟きの中の決まり文句は『 西田あい のことならなんでも知ってる「ほしえでございます。」』。西田あいの落書きを元に作成された。担当マネージャーが管理をする。
- ほしえ(西田あい公式アカウント＊official staff) (@twincle_hoshiA) - Twitter
- HOSHIA♡【西田あい公式】 (twincle_hoshi.a) - Instagram

### 掲載誌
- 「月刊歌の手帖」
  - （2010年9月号）発掲載。巻頭の綴じ込み付録にピンナップ・グラビアを掲載。デビューシングル「ゆれて遠花火」の紹介記事が掲載された[598]。
  - （2011年2月号）巻頭の綴じ込み付録にピンナップ・グラビアを掲載。2ndシングル「ときめきカフェテラス」を紹介した記事が掲載された。
  - （2012年3月号）巻頭の綴じ込み付録にピンナップ・グラビアを掲載。3rdシングル「恋」の紹介記事が掲載された。
  - （2014年2月号）歌謡界の超新星として他4名の歌手と表紙を飾り、同記事が掲載された[599][600][601]。
  - （2014年9月号）「サマーガールズ～夏生まれの歌姫たち～」でピンナップが掲載された[602]。
  - （2014年12月号）新曲『雨おんな』発売記念コンサートの取材記事を掲載した[603]。
  - （2016年1月号）巻頭の綴じ込み付録にピンナップ・グラビアが掲載された。
  - （2016年12月号）ピンナップ・グラビアが掲載された。
  - （2017年10月号）音ステージ記事が掲載された。
  - （2018年10月号）巻頭の綴じ込み付録にピンナップ・グラビアを掲載。新曲「愛が足りなくて」の紹介と、曲にかける思いを語っている[604][605]。
  - （2020年9月号）巻頭の綴じ込み付録にピンナップ・グラビアを掲載。「ニシアイチャンネル」にて生配信されている「日9ライブ」の紹介と、同ライブで披露しているギター弾き語りについて語っている。同誌の連動企画として、デビュー時に撮影された写真と現在の自身の写真を特典としたCD＋同誌のセット販売を実施。また、同年7月23日に同誌のYouTubeチャンネルにて「UTプレゼンツ　西田あいちゃん10年おめでとうトークライブ」を開催[299][606]。
  - （2020年10月号）同年7月4日～5日に渡って行った「西田あい10周年24時間生配信」の記事が掲載された[607]。
  - （2021年6月号）音熱FEATURE「すっぴんのHeart＆Vice西田あい」、作詞を手掛けた新曲「幸せ日記」を通して、過去のおよび未来への思いを語る記事を掲載。また、同年3月6日に開催されたファンクラブ限定のトーク＆ライブの模様が掲載された[608][609]。また、取材に関連して同年4月27日に同誌公式YouTubeチャンネルにて「秘密会議」と題したトーク生配信を開催した[610][611][612]。
- 「月刊カラオケファン」
  - （2011年7月号）、2010年にデビューした出光仁美、オルリコと3人の特集 『 デビュー2年目へ、そして未来（あした）へ 』[613]。
  - （2015年12月号）「ピックアップアーティスト」のコーナーに、市川由紀乃と共に記事が掲載[614]。
  - （2018年10月号）「ピックアップアーティスト」のコーナーに、新曲「愛が足りなくて」への意気込み、30代になった今の心境について語っている[615][616]。
  - （2019年5月号）特集「春は旅立ちの時  歌手を目指したあのころ」に、オーディションに合格して上京した20歳のときの生活や思い出の曲について語っている[617]
  - （2020年11月号）特集「手放せない！これが私のタカラモノ」、連載「マイプライベートスタイル」の2企画に掲載された[618]。
- 「NAME」（2010年12月号）、カバンの中身、見せて下さいっ！のコーナーに掲載[619]。
- 「月刊ミュージックスター」（2015年6月号）、「花の女子会（歌恋、西田あい、伊藤美裕、杜このみ、工藤あやの）」未来を担う若手歌謡曲女子の歌への情熱とついに語っちゃった恋愛事情[620]。
- 「OUT OF MUSIC」（2015年8月号）、連載コーナー、 エネルギーカウンセラーの佐藤界飛の『ナーダ音を求めて』にインタビュー記事掲載[621]。
- 「Romancer Cafe　NEW!!」西田あい インタビューの記事を掲載。新曲「愛が足りなくて」を通して「歌謡曲」および「歌謡曲歌手」としての思い、YouTube公式チャンネル「ニシアイチャンネル」の意義について語っている。
- 2019年3月25日、ウェブサイト「うたびと」オープン記念として、西田あい独占インタビュー を掲載。師と仰ぐ平尾昌晃とのエピソード、歌謡曲への想い、自身のコンプレックス、ユーチューブなどについて語っている[257]。
- 2020年3月3日〜4月14日、音楽情報サイト「うたびと」にて「西田あいの○○話」と題して公私にわたって親交のある同じ世代の働く女性たちとの座談会の内容が、計6回の連載特集として掲載された。前半の3回は自身のCDジャケットの制作に関わった女性3名と、後半3回は以前にアシスタントを担当していた番組の女性スタッフ4名と、仕事や日常のことについてトークを行った[622]。
- 2020年6月30日、音楽情報サイト「うたびと」にて、公式YouTubeチャンネル「ニシアイチャンネル」で生配信された「日9ライブ」の記事が掲載された。
- 「東京新聞」（2020年10月4日付）ASMR特集記事にニシアイチャンネルでのASMR活動内容について紹介される[301][302]。
- 「南日本新聞」
  - （2010年7月28日）「蒲生出身 平尾昌晃の秘蔵っ子」の見出しでインタビュー掲載[623]
  - （2010年11月1日）「蒲生・商工会まつり」での歌謡ショーの模様が掲載された[624]
  - （2013年3月30日）蒲生中吹奏楽部、地元出身歌手・西田あいさんと共演[625][626]
  - （2015年11月2日）5周年の西田あい・「涙割り」リリースのインタビュー掲載[627]
  - （2016年4月12日）鹿児島の生活情報満載のフリーペーパー Felia!に掲載[628]
  - （2021年2月11日）朝刊の「373ライブ#with 鹿児島」にインタビュー記事掲載[629][630]
  - （2023年6月14日）「歌手西田あいさんが代官山で個展　アート130点、心臓の形から着想」の見出しでインタビュー記事を掲載[392][393]
- その他
  - 週刊プレイボーイ（2011年10月24日号、2012年2月6日号にグラビアが掲載された。）[631][632]
  - 週刊アサヒ芸能（2010年7月27日発売）に記事掲載[633]
  - 別冊SPA!（表紙＆インタビューページ）[634]
  - FRIDAY（フライデー）[635]
  - 週刊大衆[636]
  - 週刊ポスト[637]
  - 日刊ゲンダイ[638]
  - 月刊LEAP[639]
  - 「月刊歌謡アリーナ」[640]
  - 「カラオケONGAKU」
  - ドカント[641][642]
  - 東京シーサイドストーリー 9月号〈フリーペーパー〉[643]
  - 「TJカゴシマ」[601]
  - 各種スポーツ紙　他[625][627][644][645][646][647][648][649]

### WEBマガジン
- FILT WEB（2015年6月20日 - 2017年3月20日、連載）西田あいの「愛され上手」というテーマで毎月一回コラムを掲載。掲載数は全22回。自身としては本格的な執筆は初めてとなる。趣味や旅行、歌手活動など身近な話題を中心に記載している[650]。

### オリジナルグッズ等
- 卓上カレンダー2011年（2010年12月24日 - ）